# Japán buddhista építészet
| Tōdai-ji's Daibutsuden | A karamon | Hannya-ji's rōmon, a National Treasure |

| A katōmado | A tahōtō | Myōshin-ji's butsuden |

A japán buddhista építészet a japán buddhista templomok építészetét jelenti, amely a kínai építészeti stílusokból fejlődött ki, a helyi jellegzetességeknek megfelelő sajátosságokkal. Miután a buddhizmus megérkezett a koreai három királyságból a 6. században, az eredeti épületek minél élethűbb reprodukálására törekedtek, de fokozatosan kialakultak a kontinentális stílus helyi változatai, amelyek a japán ízlésnek és az időjárási eltéréseknek is megfeleltek, hiszen Japánban az időjárás jóval csapadékosabb és párásabb, mint Kínában. Az első buddhista szekta a narai hat iskola volt, amit a Heian-korszak buddhizmusa és a tendai, valamint a Kiotó alapította singon szekta buddhizmusa követett.
Később, a Kamakura-korszakban született a Dzsódo, és az őslakos japán szekta, a Nicsiren-sú. Nagyjából ezzel egy időben honosodott meg a Kínából érkezett zen buddhizmus, amely sok szempontból erősen befolyásolta a többi szektát, az építészetet is beleértve. A buddhizmus követőinek társadalmi összetétele az idő múlásával gyökeresen megváltozott. Kezdetben az előkelő körök vallása volt, de lassan elterjedt a nemeseken kívül a harcosok, majd a kereskedők és végül az egész lakosság körében. Ami a gyakorlati oldalt illeti, az új faipari szerszámok, mint a keretes fűrész és a gyalu, lehetővé tették az új építészeti megoldásokat.
A buddhista templomok és a sintó szentélyek alapvető jellemezői megegyeznek, csak apró részletekben különböznek, amit a nem szakértő szemlélő talán észre sem vesz. Ez a hasonlóság már a múlté, mert éles megosztottság figyelhető meg a buddhista templomok és a sintó szentélyek között 1868, a Meidzsi-kor politikája óta. A Meidzsi-restauráció előtt gyakori volt, hogy a buddhista templomot a szentélybe vagy a szentély mellé építették, vagy a szentélyt a buddhista templom altemplomába. Ha a szentély adott otthont a templomnak, azt Dzsingu-dzsi szentély-templomnak hívták. Hasonlóképpen, Japán szerte ezek a templomok az oltalmazó kami (a tisztelet tárgyai, amelyek az európai felfogástól eltérően istenek, szellemek, az ősök lelkei egyaránt lehetnek) szerepét töltötték be. Miután a kormány rendelkezése folytán erőszakosan szétválasztották a szentélyeket és a templomokat, a két vallás közötti kapcsolat hivatalosan is megszakadt, de ennek ellenére a gyakorlatban folytatódott és ma is látható.
A japán buddhista építészet áthatotta az egész ország történelmét és magába szívta az elérhető legjobb természeti és emberi erőforrásokat. Különösen a 8. és 16. század közötti időszakban érhető ez tetten, mikor új strukturális és díszítő elemek jöttek létre. Ezen okokból kifolyólag, a történelmi háttér ismerete létfontosságú nemcsak a buddhista építészet, hanem általában a japán művészet megértéséhez is.

## Általános jellemzők

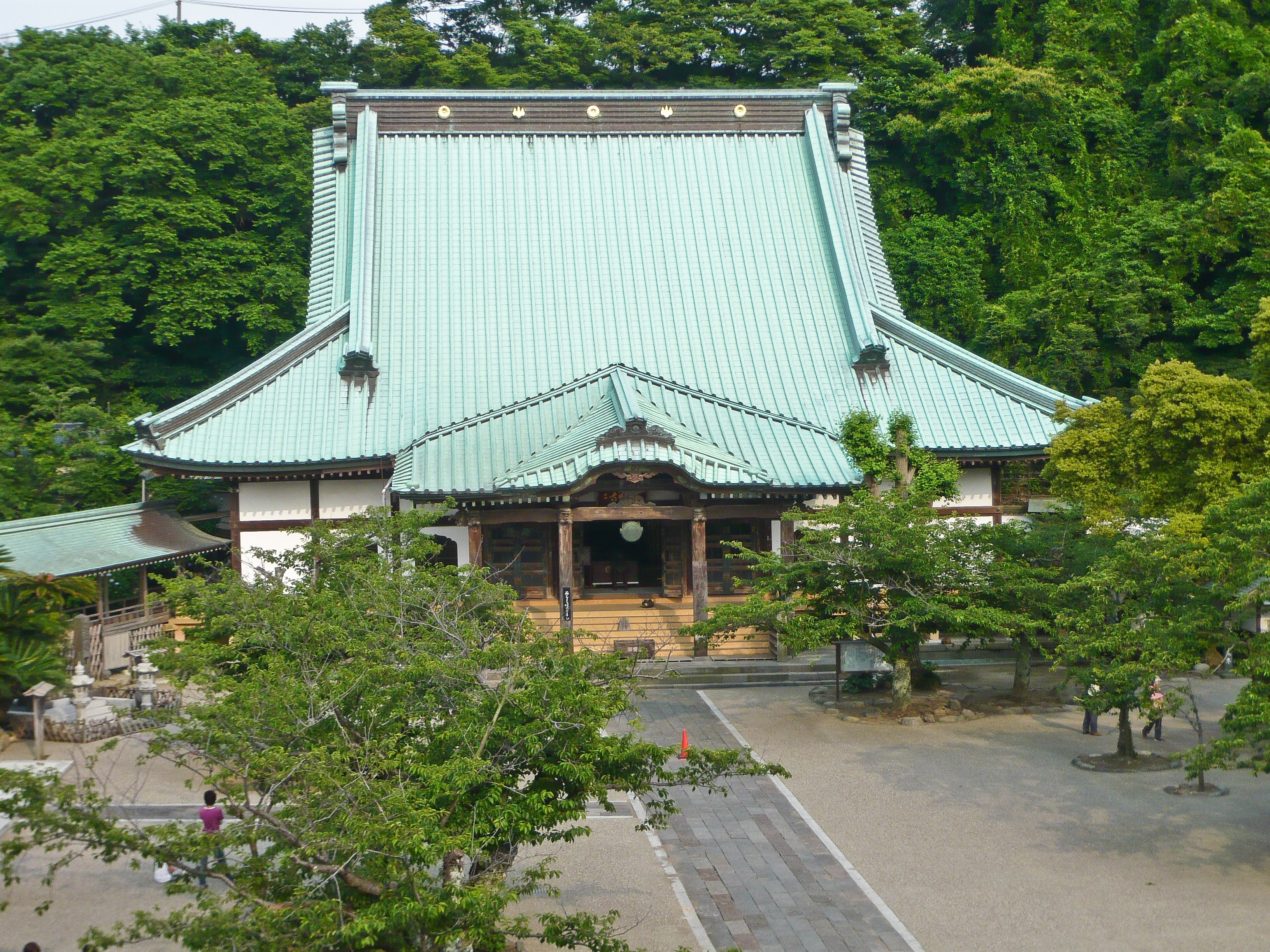
a buddhista templomok jellegzetes teteje

A buddhista építészet Japánban nem őshonos, századok során alakult ki Kínából és más ázsiai országokból történő „importálás” során. Ezeket az építészeti stílusokat a hat dinasztia fennállása során is megfigyelhetjük. Története során következetesen a kínai és ázsiai technikák és stílusok dominálnak egyrészről (ma is látható a japán építészet legszebb példája az Isze nagyszentély), másrészről e motívumok eredeti japán változatai. Ez részben Japán eltérő éghajlatának köszönhető, valamint ezer év telt el az első külső kulturális hatás óta, és az eredmény rendkívül heterogén, de számos gyakorlatban hasznos jellemző megtalálható. Először is, az anyagválasztás. Mindig fa, különböző formában (deszka, szalma, fa kéreg stb.) majdnem minden struktúrához. A nyugati és némileg a kínai építészettől eltérően, a kő használatát kerülték, kivéve speciális felhasználásra, például a templomi emelvény és a pagoda alapzata.
Az általános szerkezet majdnem mindig ugyanaz: oszlopok és áthidalók támasztják a nagy és finoman ívelt tetőszerkezetet, míg a falak papírvékonyak, gyakran mozgathatóak, de nem áttehetőek. Nincsenek boltívek és hordótetők. Az oromzat és az eresz görbék finomabbak, mint Kínában és az oszlopok oszlopközép kihasasodása (kidomborodás középen) korlátozott. A tető a leginkább tetszetős eleme, gyakran feleakkora az egész építmény. Az enyhén ívelt eresz messze túlnyúlik a falakon, befedi a verandát, a súlyukat összetett tartószerkezet tartja, amit tokjonak neveznek. Ez a túlméretezett eresz biztosítja, hogy belül félhomály legyen, amely hozzájárul a templom hangulatához. Az épület belseje általában egy központi helyiségből, a mojából áll, amelyből néha kevésbé fontos helyek indulnak ki, például a folyosó, amit hiszasinak hívnak.
A belső részek változtathatóak, a szoba mérete módosítható ellenzők vagy papírfalak segítségével. A nagyterem egységes, amit igény szerint lehet változtatni. A külső és belső elkülönítés nem lehet teljes mértékű, mert a teljes falak nem távolíthatóak el, meg vannak nyitva a templom látogatói előtt. Látszólag a veranda az épület külső részéhez tartozik, de a külső világ is a templom része. A szerkezetet tehát bizonyos mértékig a környezet is képezi. Az épület különböző részeinek állandó arányairól a megtartásáról az építési modulok gondoskodnak, megőrizve a templom teljes harmóniáját.
Még az olyan esetekben is, mint a Nikkó Tósó-gu szentély, ahol minden tenyérnyi hely erősen díszített és kiterjedt díszítés látható, és inkább ezt hangsúlyozzák, mint a rejtett, alapvető szerkezeteket. Mind a szakrális, mind a profán építészeti jegyek megtalálhatók, ezek könnyítik meg egy épület elhelyezését a templomban. Ez történt például a Hórjúdzsi templom esetében, ahol egy nemes hölgy a kastélyát alakították át egyházi épületté.

## Történelem

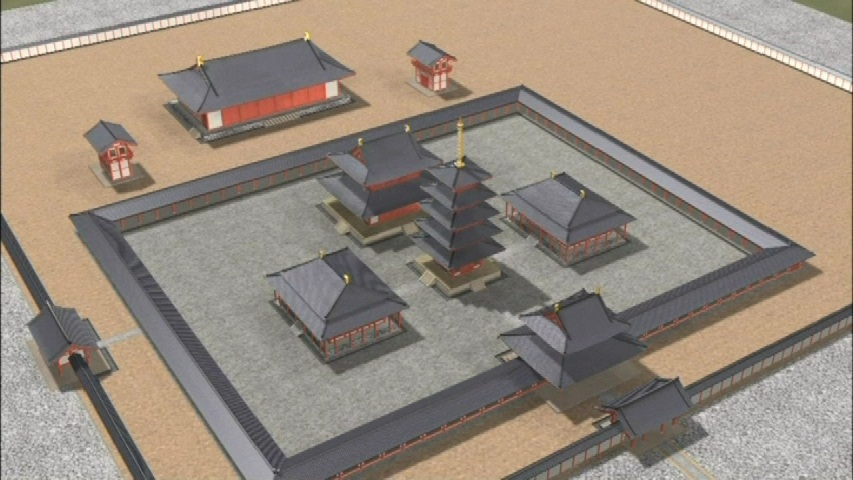
Az Aszuka-dera rekonstrukciója

### Asuka és Nara-korszak
A buddhizmus nem Japánban alakult ki, az építészete Koreából érkezett az első buddhistákkal együtt a 6. században. A hivatalosan elfogadott időpont a sigiszan-i csata időpontja 587-ben, innen számítják a buddhista templomok építését. Mivel a helyi kami hiedelmek támogatói ellenséges érzelmekkel viseltettek a buddhizmus ellen, ebből az időszakból nem maradtak fenn templomok, így nem tudjuk, milyenek voltak. A Nihonsoki krónikának (a második legrégebbi japán könyv) köszönhetően ismeretes, hogy 577-ben egy építész, hat buddhista szerzetes és egy képkészítő érkezett a koreai Pekcse Királyságból Japánba, hogy tanácsot adjanak a szerzetesi épületek elrendezését illetően. Tudjuk, hogy Soga no Umako építette a Hoko-dzsit, az első templomot 588 és 596 között. Később átkeresztelték Aszukaderára, mivel Aszuka volt a főváros neve, ahol építették. A Sótoku japán régensherceg aktívan támogatta a buddhizmust, ő rendelte el a Sitennó-dzsi Osaka (593) és a Hórjúdzsi építését – utóbbi a palotája, Ikaruga közelében kapott helyet (603-ban fejezték be).
Ebben az időszakban a templom elrendezés szigorúan elő volt írva, és követte a szárazföldi stílusokat. A főkapu déli fekvésű volt, a legszentebb helyet félig zárt, fedett folyosó vette körül, azon keresztül volt elérhető a középső kapu (csúmon). A szent zónában volt a pagoda, amely ereklyetartóként és nagyteremként működött (kon-dó). Az épületnek lehetett más szerkezeti egysége is, például az előadóterem (kó-dó), a harangtorony, szútra adattár, a papok és szerzetesek szállása, a fürdőházak. A hét szerkezet szív alakban elhelyezkedve adta a templom szívét, amit „ hét csarnoktemplom”-nak neveznek. A buddhizmus és a templomok építése a fővárostól távolabb eső területekre is kiterjedt a Hakuho-korszakban, 645 és 710 között. Emellett számos templom épült a kínai geomancia szabályai szerint favorizált helyeken. Az épületek nemcsak facsoportok, tavak környékén épültek, hanem hegyek és más földrajzi képződmények közelében is, különösen ott, ahol a templomok fontos szerepet játszottak. A kínai öt elem tana szerint a természeti jelenségek öt csoportba sorolhatók. Az öt kategória hat csoportja az épületek építésének szabályaira vonatkozik.
| Az öt elem               | Fa       | Tűz                   | Föld     | Fém            | Víz        |
| Fekvés                   | Kelet    | Dél                   | Közép    | Nyugat         | Észak      |
| Időjárás                 | Szeles   | Meleg                 | Nyirkos  | Száraz         | Hideg      |
| Szín                     | Zöld     | Piros                 | Sárga    | Fehér          | Fekete     |
| Az élő dolgok evolúciója | Születés | Növekedés             | Változás | Gyengülés      | Rejtegetés |
| Szimbolikus jelentés     | Jólét    | Gazdagság és becsület | Erő      | Elnéptelenedés | Halál      |

Az új herceg palotája, ha például keletre van helyezve, a születést szimbolizálja, és a sárga elemek a császári palota hatalmát testesítené meg. Az öt elem tana a gorintón alapul, ami rendkívül gyakori kő sztúpa, amit Kukai találmányának tulajdonítanak. Az öt elem mindegyike öt szakaszból áll (kocka, gömb, piramis, egy félhold és a lótusz formájú csúcspont).
A kínai számmisztika is fontos szerepet töltött be. A Jin-jang iskola szerint, ami i. e. 305-ben jött létre, a jang jelentése napos oldal, melegség, férfiasság, páratlan számok. A jin ennek az ellentéte. Az épületek esetében a csarnokok páratlan számúak, mert úgy vélték, azok jangok. A jang, a páratlan számok általában pozitívak és szerencsét jelentenek, és a buddhizmus előnyben részesíti a páratlan számokat. A kőből vagy fából készült emeletes pagodák esetében az emeletek szinte mindig páratlanok. A fából készültek három vagy ötemeletesek. Ezek különböző emeletekből álló pagodák voltak, de egy sem maradt fenn. A tűz, földrengés, tájfunok és háborúk ellenére, néhány ilyen ősi templom még mindig létezik. A Hórjú-dzsit 670-ben újjáépítették, ez az egyetlen 7. századi szerkezet, a legrégebbi fából készült épület a világon.

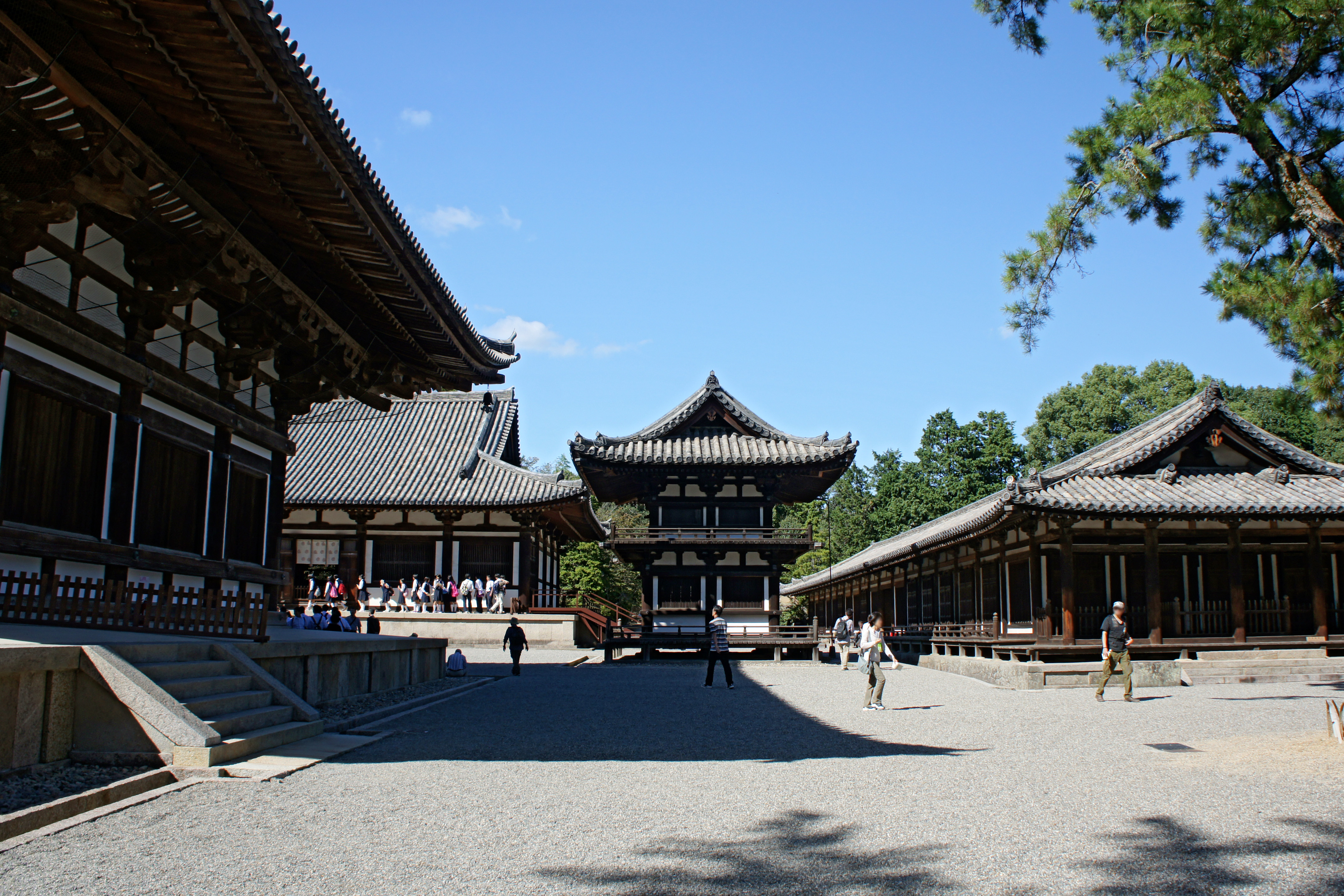
A Tosódai-dzsi garanjának egy része

A korai kami szentélyekkel ellentétben, a korai buddhista templomok rendkívül díszesek és szigorúan szimmetrikusak voltak. A 7. századi Hórjú-dzsitól kezdve a templomok kezdtek szabálytalan alaprajzúvá válni, amelynek eredményeként aszimmetrikus elrendezésűek lettek az épületek, több természetes anyagot használtak, cipruskéreg helyett a tetőcserepet használtak, és fokozottan figyeltek a természetes környezetükre, hogy az épületek a fák között legyenek. Ez az alkalmazkodás segítette a kami és a buddhizmus összeegyeztetését, így a hagyományos japán természet imádat arra serkentette a buddhizmust, hogy nagyobb figyelmet szenteljen a természeti környezetnek. A 8. század első felében Sómu császár elrendelte templomok és zárdák létesítését minden tartományban, így épült a Tódaidzsi, mint a templomok hálózatának központja, amit 752-ben avattak fel. A két hét emeletes pagodának monumentális méretei voltak, mindegyik kb. 100 méter magas és a Nagy Buddha Csarnok, melynek hossza 88 méter, mélysége 51 méter, magassága 48 méter.
A Nara-korszakban hét befolyásos, államilag támogatott buddhista templom létezett, melyek Nanto Sicdi Dadzsi néven ismertek. Nyolcszögletű szerkezetűek jellemezték például a Hórjú-dzsi templomban épült Álmok Csarnokát, Sótoku herceg első szobra is itt volt, valamint emlékcsarnok és raktár a Nara-korszak alatt. A templomi struktúráknak, mint a pagodák és főcsarnokok, mérete erősen növekedett a 6. század vége óta. A pagoda elhelyezkedése periférikusabbá vált, és a tető nagyobbá és nehezebbé válásával a tető tartószerkezete is növekedett.

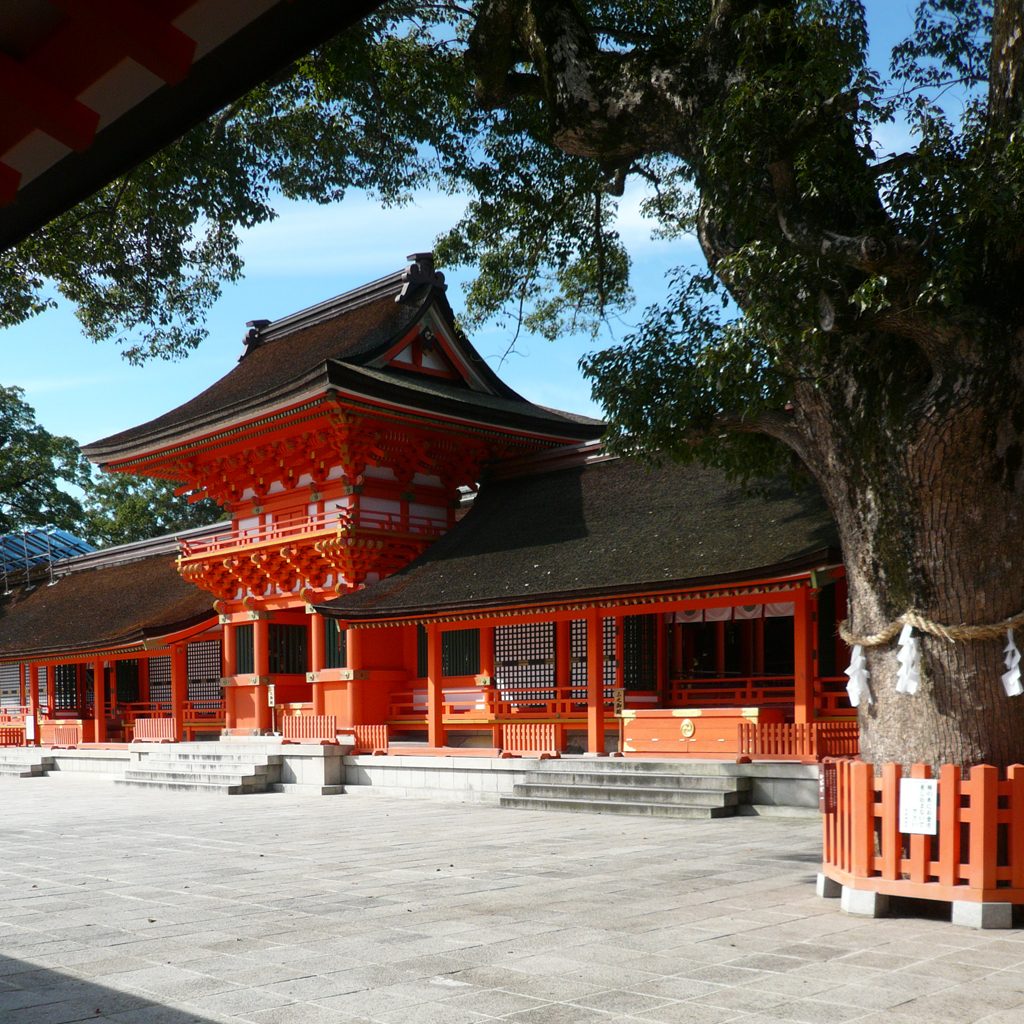
Usza Hacsiman-gú ma már sintó szentély, de templomként is működött

A kami és a buddhizmus összeegyeztetésének másik korai példája a 8. században figyelhető meg, a Nara-korszakban az úgynevezett dzsungúdzsi, vagyis szentély-templom kialakulásával. A buddhista sintó szentélyben olyan vallási tárgyakat használtak, melyeket szükségesnek tartottak, mióta a kami elvesztette felszabadító erejét Buddhával szemben. A kami a karmáról és a reinkarnációról szól, és a korai buddhista történetek elmesélik, hogy a vándorló szerzetesek feladata a szenvedő kamin való segítés. A helyi kami a szerzetes álmában jelenne meg, és a szenvedéséről mesélne. A kami karmájának megtisztítása rítusok és szútrák olvasása révén lehetséges, a szerzetesnek templomot kellene építeni a kami szentélye mellett. Ilyenek jöttek létre a 7. században, például az Usa szentély Kjúsúban, ahol Hacsiman kamit (íjászat és háború istensége) együtt imádták Miroku Bosacu istenséggel.
Ennek a századnak a fordulóján a beolvadás a második szakaszba lépett, Hacsiman kamit Darma védelmező istenségeként írták le, kicsivel később pedig bódhiszattvaként (olyan, akiből előbb-utóbb Buddha lesz). A neki emelt szentélyeket kezdték a templomokba építeni, ami a kami és a buddhista kultúra összeolvadásának fontos lépése volt. Mikor a narai Tódaidzsi templomban a nagy Buddha szobor épült, a templom belsejében szentélyt emeltek Hacsimannak is, a legenda szerint azért, mert a kami saját maga kérte. A buddhizmus és kami együttélése a vallásban és az építészetben egészen 1868-ig, a Kami és Buddha Szétválasztása Törvényéig tartott.

### Heian-korszak

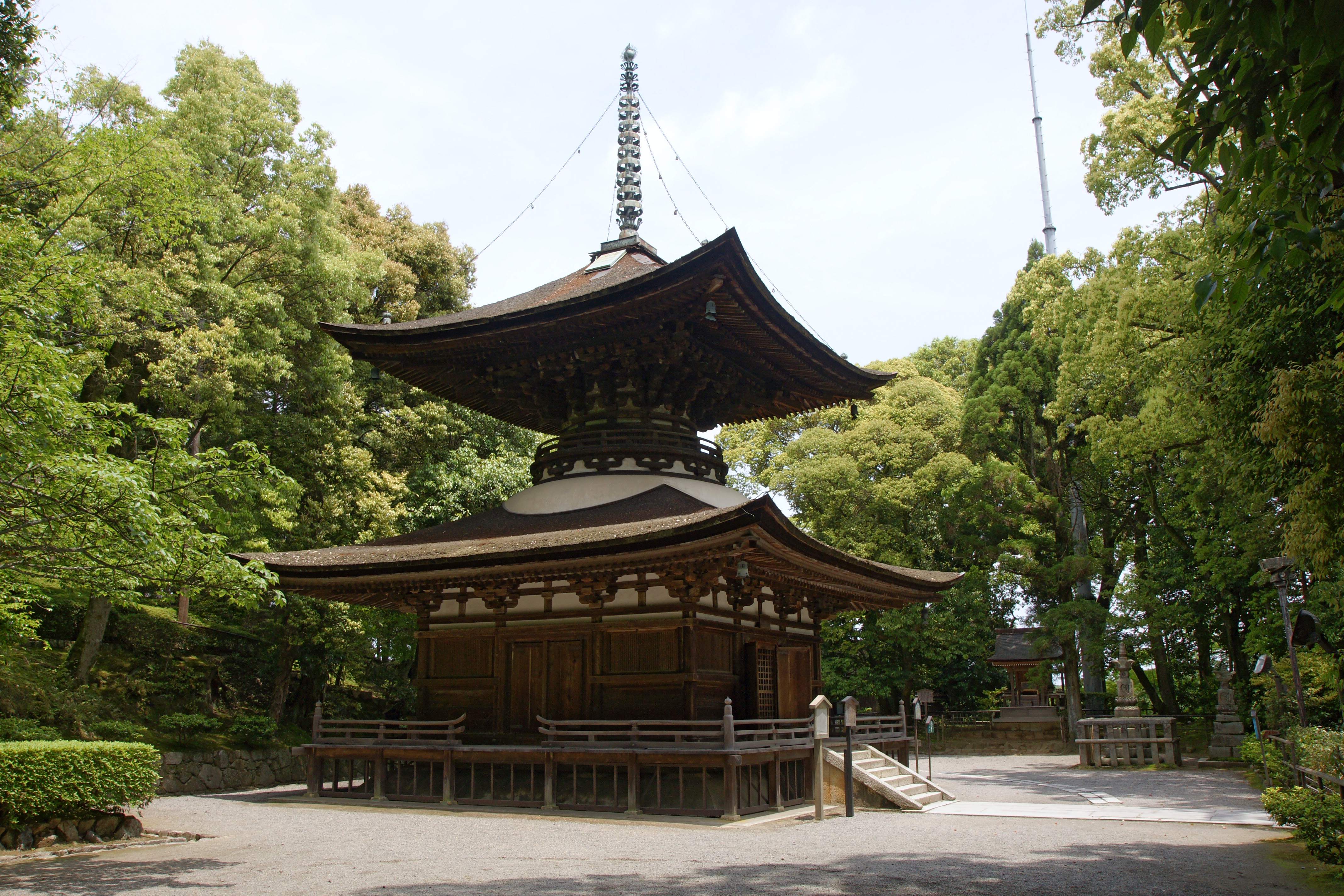
A tahótó, a Heian-korszak egyik találmánya (Isijama-dera)

A Heian-korszakban a buddhizmust még inkább átitatták a japán jegyek: találkoztak és asszimilálódtak a helyi kísértet és szellem hiedelmekkel, kifejlődtek a mágiára és varázslatra jellemző vonások, ez lehetővé tette, hogy széles spektrumú társadalmi osztályokban terjedjenek el. Az őshonos vallásos hit beolvadása felgyorsította a buddhizmus és a helyi vallásos hiedelmek összeegyeztetését. Ilyen körülmények között versenyzett Fudzsivara no Micsinaga és a visszavonult Sirakava császár templomépítésben, ebben a folyamatban született meg a Dzsódo-kjó.
A Heian-korszak korai szakaszában az ezoterikus tendai és singon szekta alapozta meg a fejlődést. Ez a két szekta híven követte a Nanto Rokusű síkságon jellemző építészeti hagyományait, de a hegyvidéki területeken eredeti stílus alakult ki. Ez a fejlődés segíti a buddhizmus és a hegyvidéki istenkultuszok összeolvadását. A va-jó stílus megkülönböztetendő a kínai stílustól. A va-jót az egyszerűség, a díszítéstől való tartózkodás, a természetes fa és egyszerű anyagok jellemzik.
Szerkezetileg a következő megkülönböztetést tehetjük: a nagy csarnok két részből áll, a kinti terület a növendékeké, a benti a beavatottaké, a konty-és-nyeregtető mindkét rész fölé ér, a korábbi templomokra a fapadló helyett a csempe vagy kőpadló jellemző, az eresz kiterjed az első lépcsők fölé, és a nagytemplom elhelyezkedése a természeti környezethez alkalmazkodik, nem követi a hagyományos szimmetrikus elhelyezést. A tahótó egy kétszintes torony, mely némi hasonlóságot mutat az indiai sztúpához, amit szintén ez a két szekta vezetett be ebben az időszakban.
Egy ősi buddhista prófécia szerint, a világ egy sötét időszakba lép be 1051-ben, amit Mappónak neveznek. A Tendai szekta úgy hitte, ebben az időszakban a megvilágosodás csak Amida Buddha tiszteletén keresztül lehetséges. Következésképpen, sok úgynevezett Paradicsom Csarnokot-, mint például a Főnix Csarnok a Bjódóin templom (1053), a Dzsóruri-dzsi templom nagycsarnoka (1157) és az Aranycsarnok a Csúszon-dzsi templom (1124) – építtetett a császári család vagy az arisztokrácia tagjai, hogy újraalkossák Amida nyugati paradicsomát a földön. Az Amida Csarnokokban kegyelet övezte a kilenc Amida-szobrot , melyek népszerűségnek örvendtek a 12. század folyamán. A Dzsóruri-dzsi Nagycsarnoka az egyetlen, ami ezek közül fennmaradt.

### Kamakura és Muromacsi-korszak

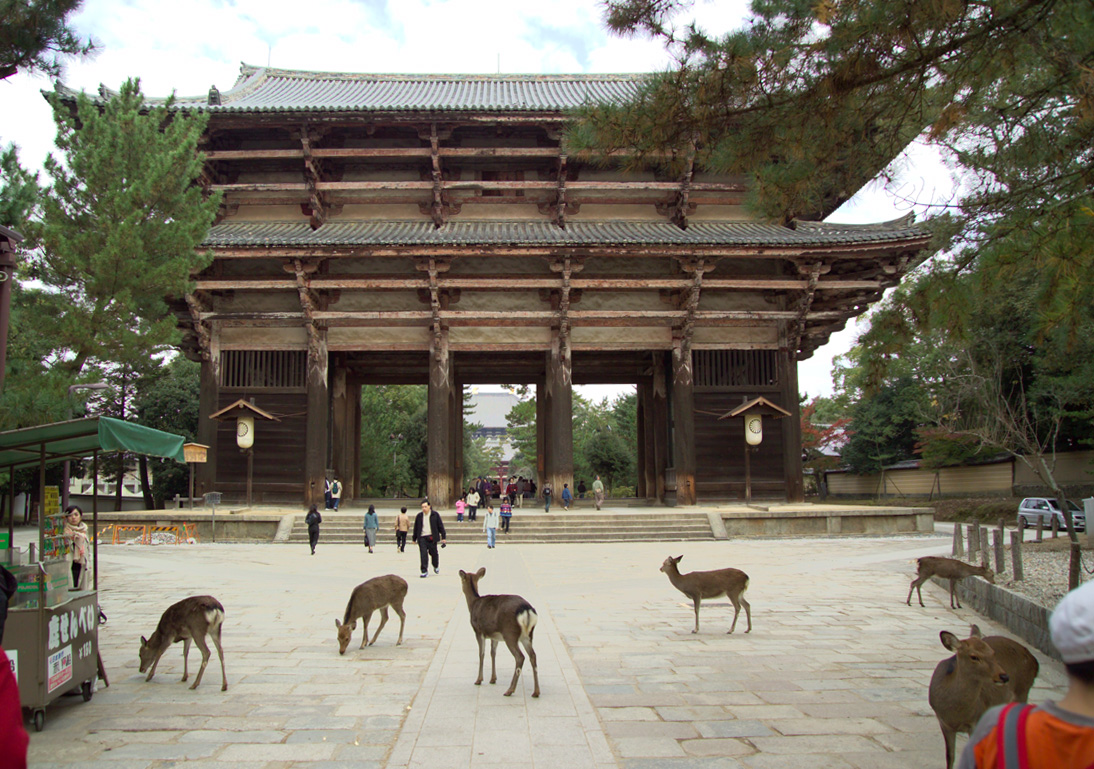
Daibucu stílus (Tódaidzsi, Nandaimon)

A Kamakura-korszak a harcosok hatalomra kerülését hozta, amely a vallásos építészetben, a szükségletekben és az ízlésben is kifejeződött. A zen befolyása megérkezett Kínából Japánba, és a Dzsódo szekta függetlenné vált. Az építészet eme időszakát a frissesség és a racionális tervezés jellemzi. A Daibucu stílus és a zen stílus a 12. század végén és a 13. század elején alakult ki.
Az első, Csógen pap által képviselt, a Szung-dinasztia építészetén alapult és az egyszerű és hagyományos wayo stílus ellentétét képviselte. A Nandaimon a Tódaidzsiben és az Amida Csarnok a Dzsódo-dzsiben az egyetlen fennmaradt példái ennek a stílusnak. Eredetileg tendzsikujó volt a neve, mert semmi köze nem volt Indiához, Óta Hirotaró, a tudós keresztelte át a 20. században, és megragadt ez az új kifejezés. Óta a nevet Csógen munkájából vezette le, különösen a Tódaidzsi Daibucudenből.
A zen stílust eredetileg karajónak hívták, és ugyanúgy, mint a Daibucu stílus esetében, ezt is Óta keresztelte át. Jellemzője a földes padló, a finoman ívelt eresz, a kimondottan íves tető, a csúcsos ablakok, a kazettás ajtók. Ennek a stílusnak jó példája a Tódaidzsi templom bronzharangja, az Alapítók Csarnoka az Eihó-dzsi templomban, a Sariden (négyzet alakú ereklyetartó csarnok) az Engaku-dzsi templomban. A zen nagytemplomban általában nincs pagoda, ilyenkor periferikus helyzetre van kárhoztatva.
Ez a három stílus gyakran keveredett a Muromacsi-korszakban (1336-1573), ekkor született meg az eklektikus stílus, melyre a Kakurin-dzsi templom nagycsarnoka említhető példaként. A va-jó és a daibucujó stílus keveredése olyan gyakorivá vált, hogy a tudósok külön névvel látták el, ez volt a Sin-va-jó. A Muromacsi-korszak végére (a 16. század végére) érte el a japán buddhista építészet a csúcspontját. Az építési módszereket tökéletesre fejlesztették, az épületek és az építési stílusok stilizáltak lettek.

### Azucsi-Momojama és Edo-korszak

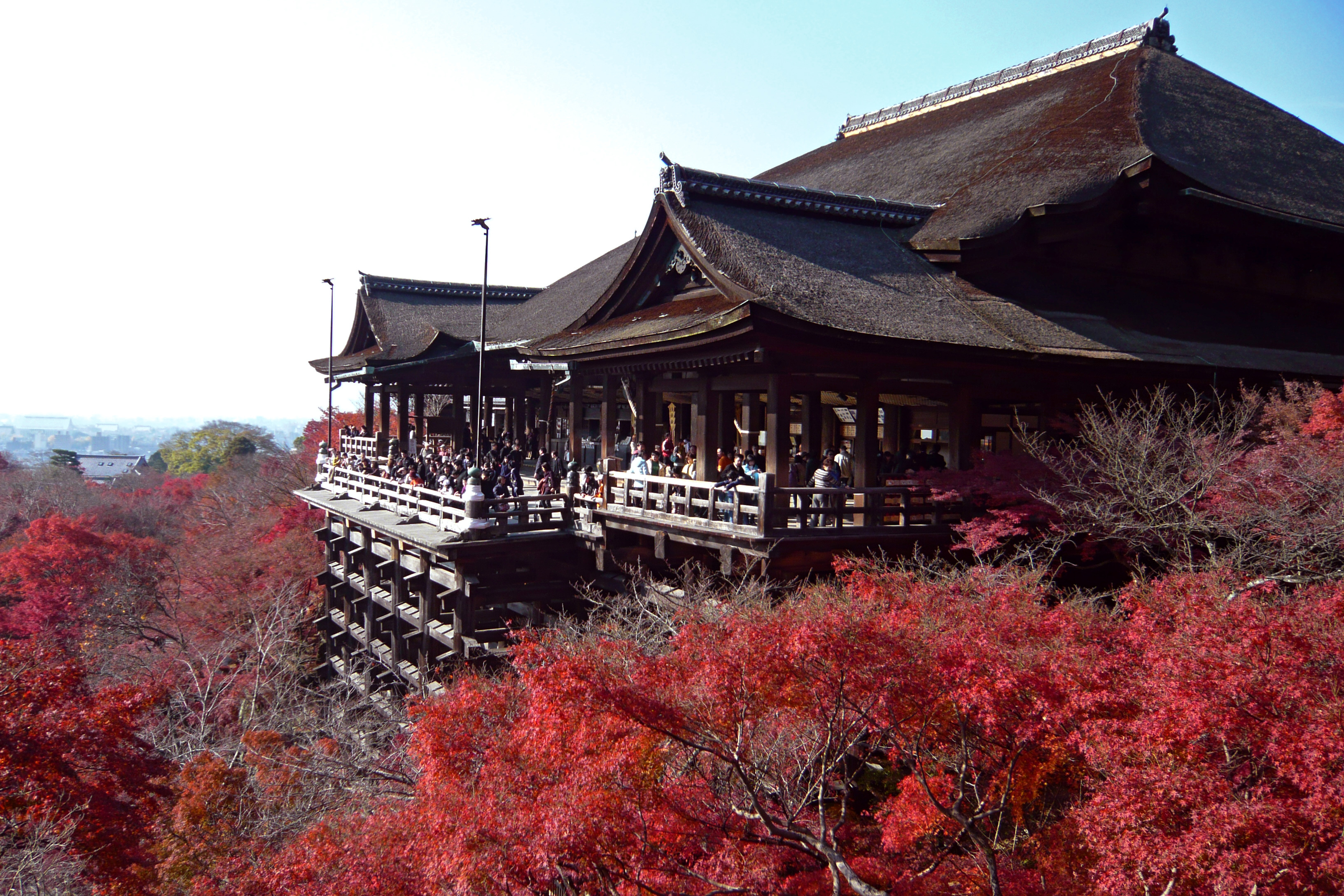
A Kijomizu-dera főcsarnoka, Kiotó

A Sengoku-korszak zűrzvara után megalapították a Tokugava-sógunátust 1603-ban, és a régi templomok, mint a Hieizan, a Tódaidzsi elvesztették erejüket, és a buddhista irányzat befolyását gyengítette a Nicsiren-shú és a Dzsódo. Az Edo-korszakban soha nem látott buzgalommal kezdtek bele a vallásos építészetbe. A hívek és a zarándoklatok száma egyre nőtt, ezért ehhez szükségszerűen alkalmazkodni kellett. A régi szekták csak arra szorítkoztak, hogy újraélesszék a régi stílusokat és ötleteket, míg az újak a tágas tereket és bonyolult tervezést részesítették előnyben. A különbözőségeik ellenére mindkettőben a pompa és a mértéktelenség érhető tetten. A korai pre-modern templomok megmenekültek a monotónia által kidolgozott szerkezeti részletektől, hullámzó karahafu ormokat használtak és az épületek monumentális méretűek voltak. Míg a szerkezeti tervezés fokozatosan észszerűbb és hatékonyabb lett, addig a vallási építmények felszíne ezzel ellentétben egyre bonyolultabb és összetettebb. Az Edo-korszak közepe után, mikor túljutott zenitjén, az egyházi építészet az ötletek ismétlődésében merült ki, elveszítette innovatív szerepét és hanyatlani kezdett. Példaként említhető a Momojama időszakban (1568-1603), az Edo-kori templomi építészet idején létrejött Karamon kapu a Hógon-dzsi templomban, a Kidzsomizudera főcsarnoka.

### Meidzsi-korszak
1868-ban a kormány törvényt hozott a buddhizmus és a kami szétválasztására, amit Sinbucu bunrinak hívtak, és amely katasztrofális következményekkel járt a templomok és szentélyek építészetére. Addig a kami és a buddhizmus harmonizálása nem jelentett nagy problémát, és a két vallás összehangolásával sok szokás megmaradt a gyakorlatban. Mivel sok épület így már nem törvényesen állt a helyén, mint a buddhista pagodák területén belül álló sintó szentélyek, a törvény értelmében, meg kellett semmisíteni őket. Becslések szerint 1868 és 1874 között 30000 buddhista építményt bontottak le. A buddhizmus végül visszanyerte régi fényét az ország több részén, míg máshol, leginkább Kagosima prefektúrában még mindig hiány van buddhista építményekből.

## Galéria

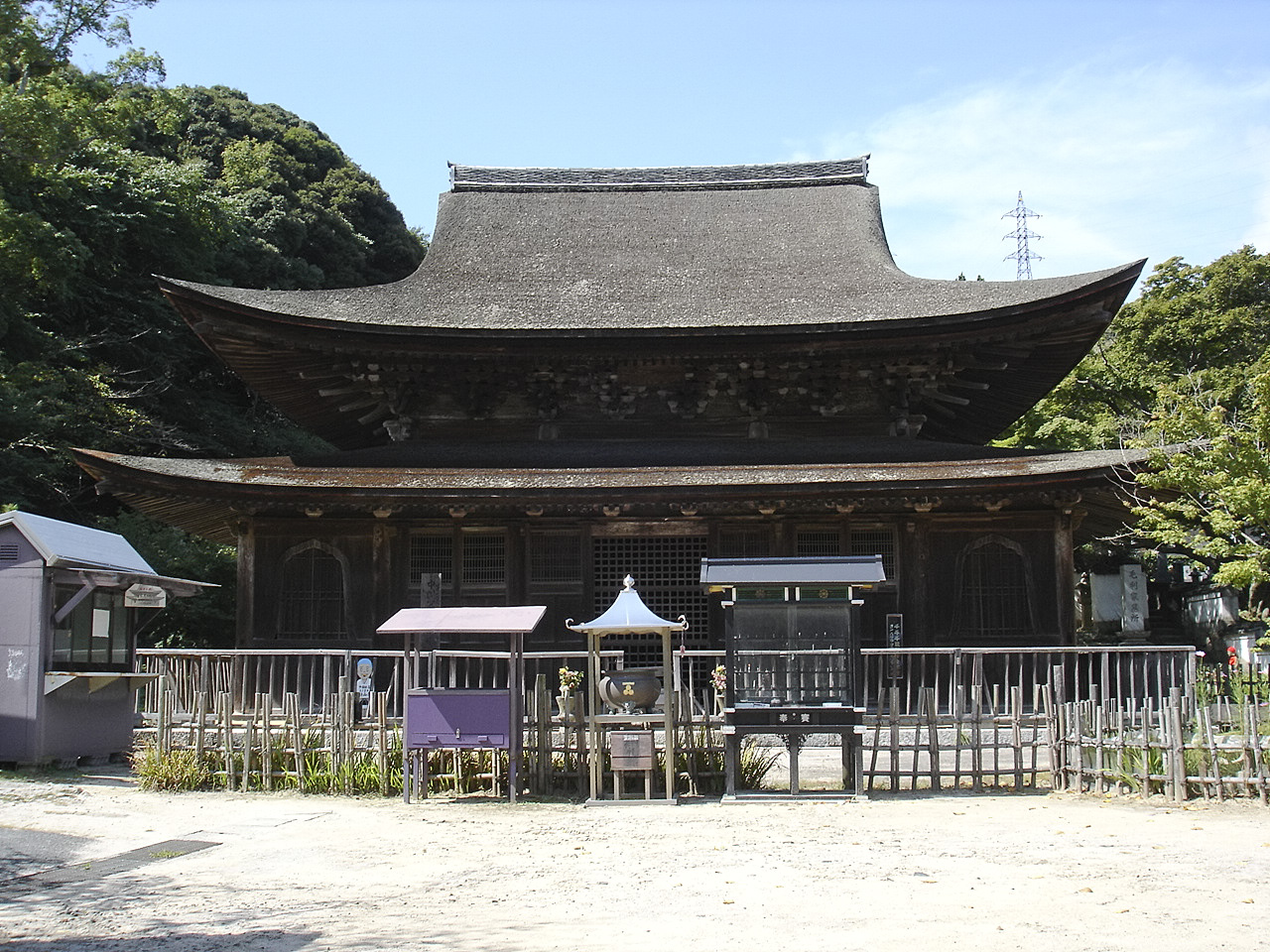
Kózandzsi a Simonszeki Butsudenjében
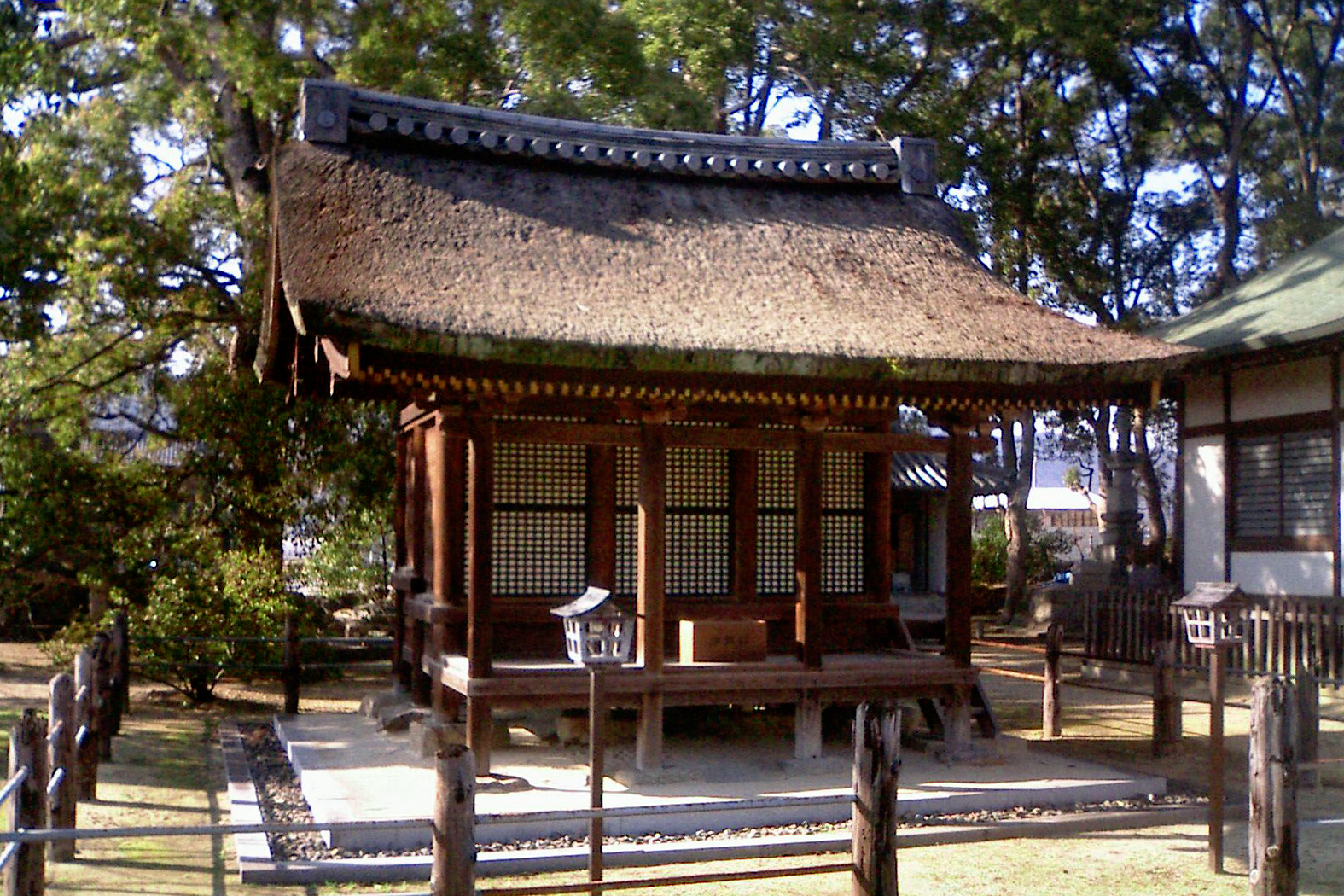
Motojamadzsi csindzsú-dó
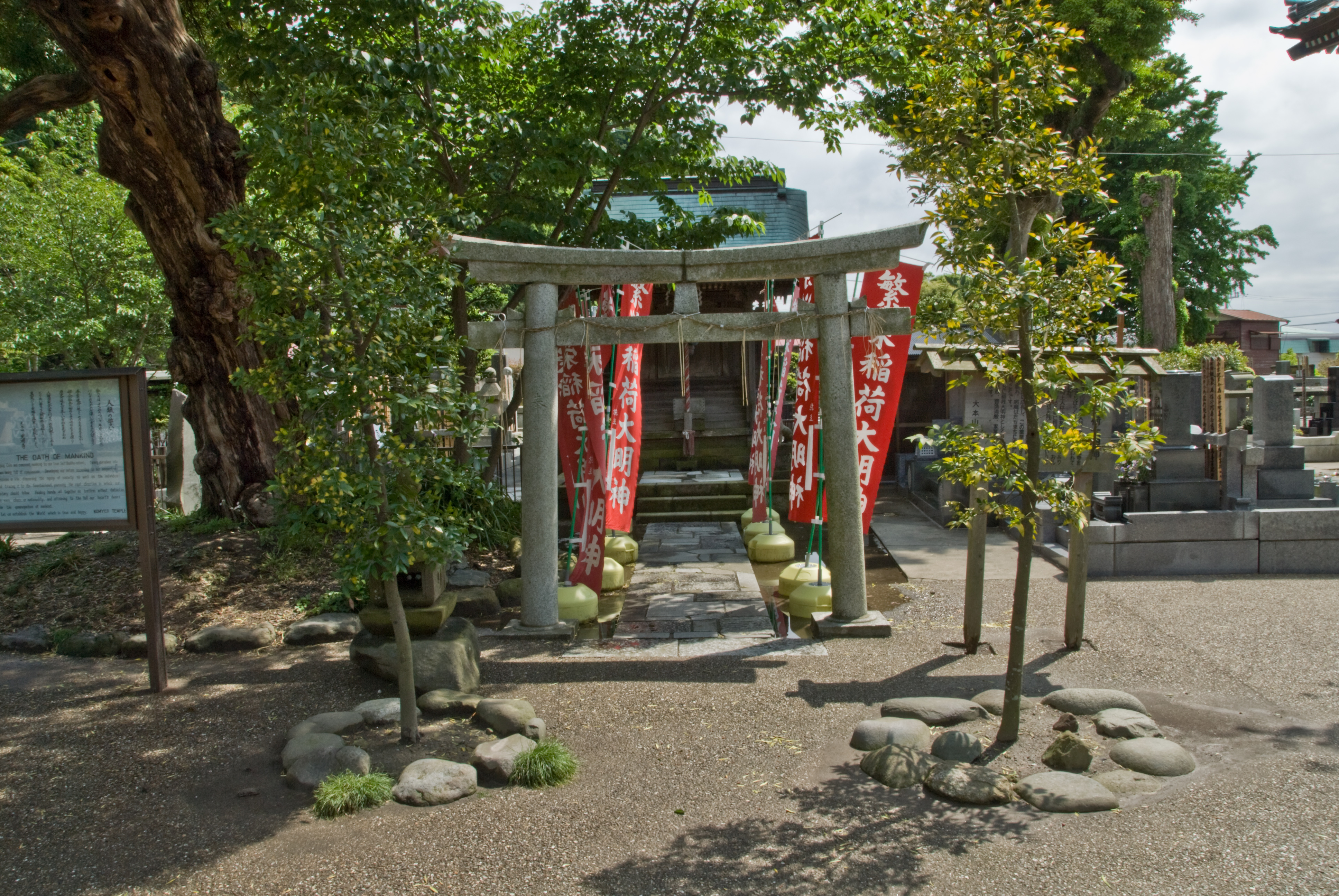
Kómjódzsi, Kamakura, csindzsusza
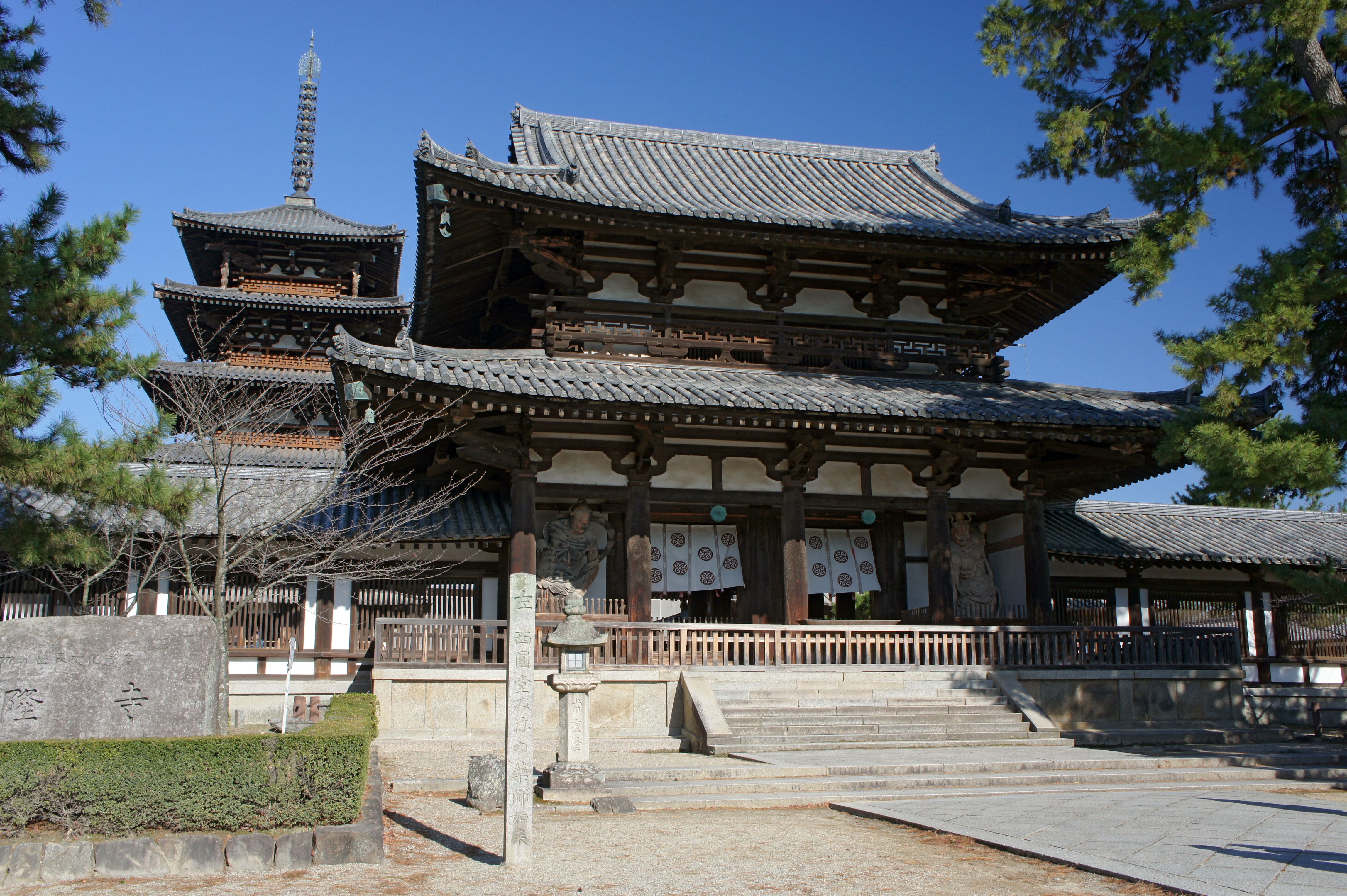
Csúmon, Hórjúdzsi
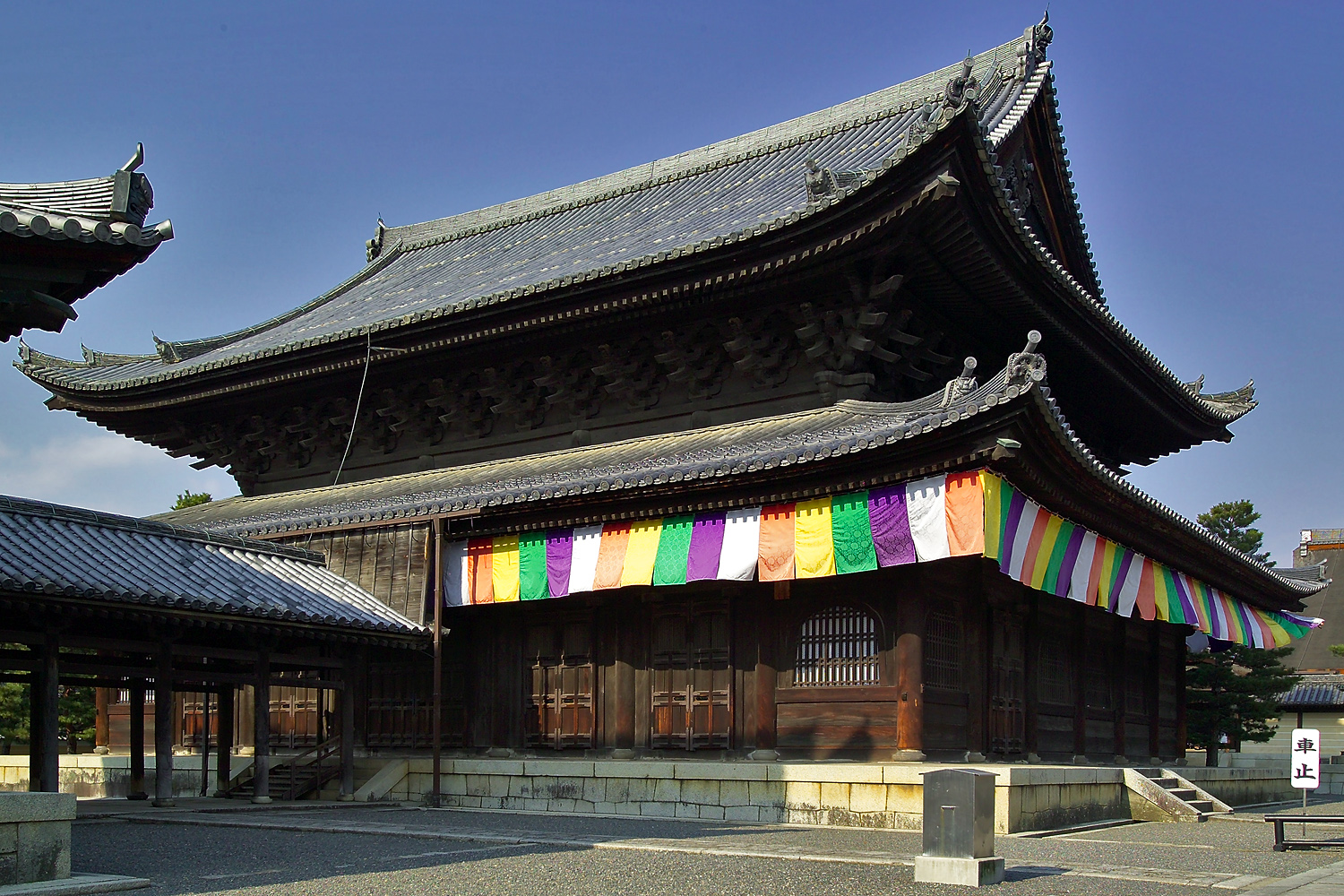
Mjósindzsi, hattó
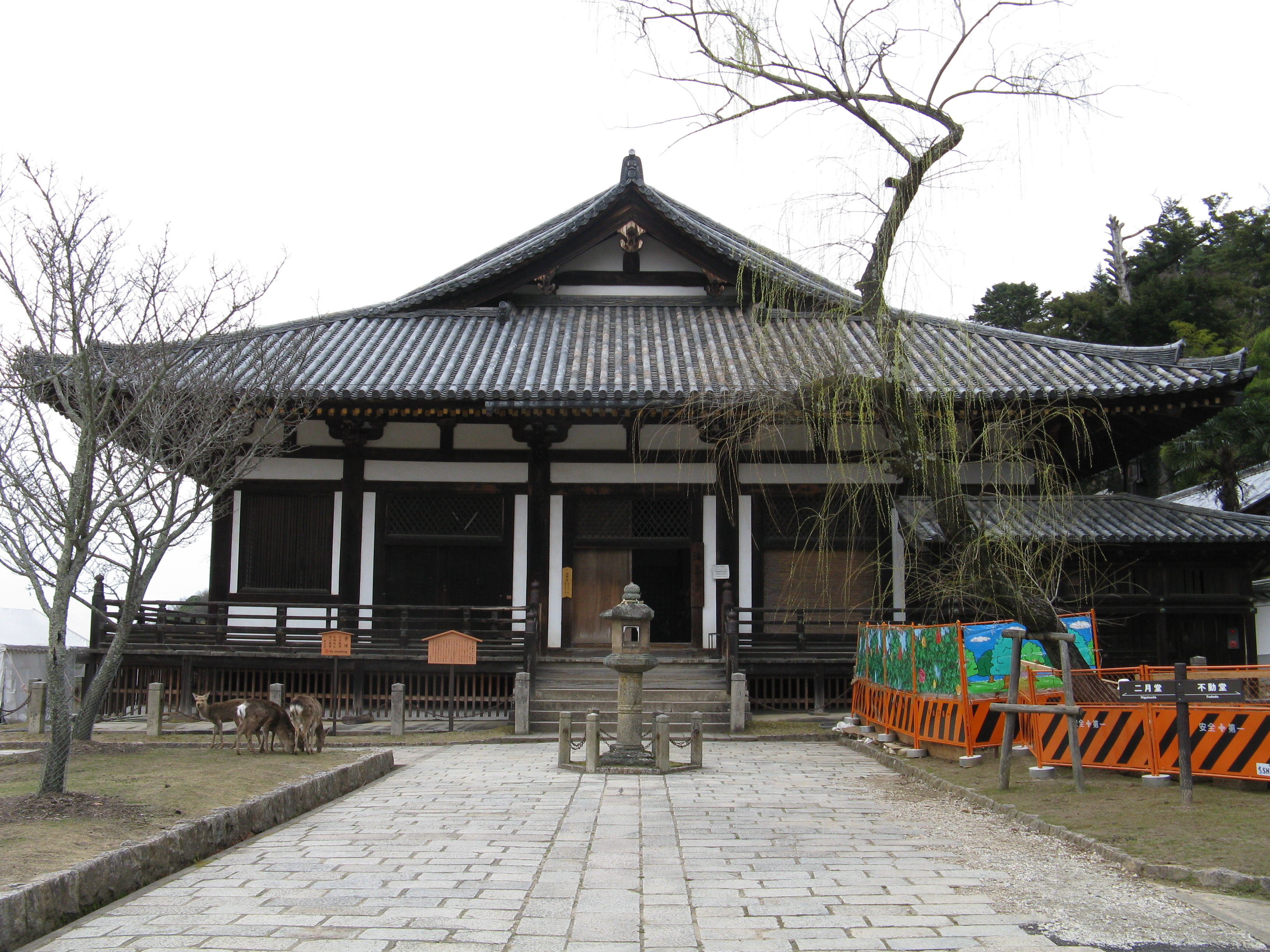
Tódaidzsi, Hokke-dó
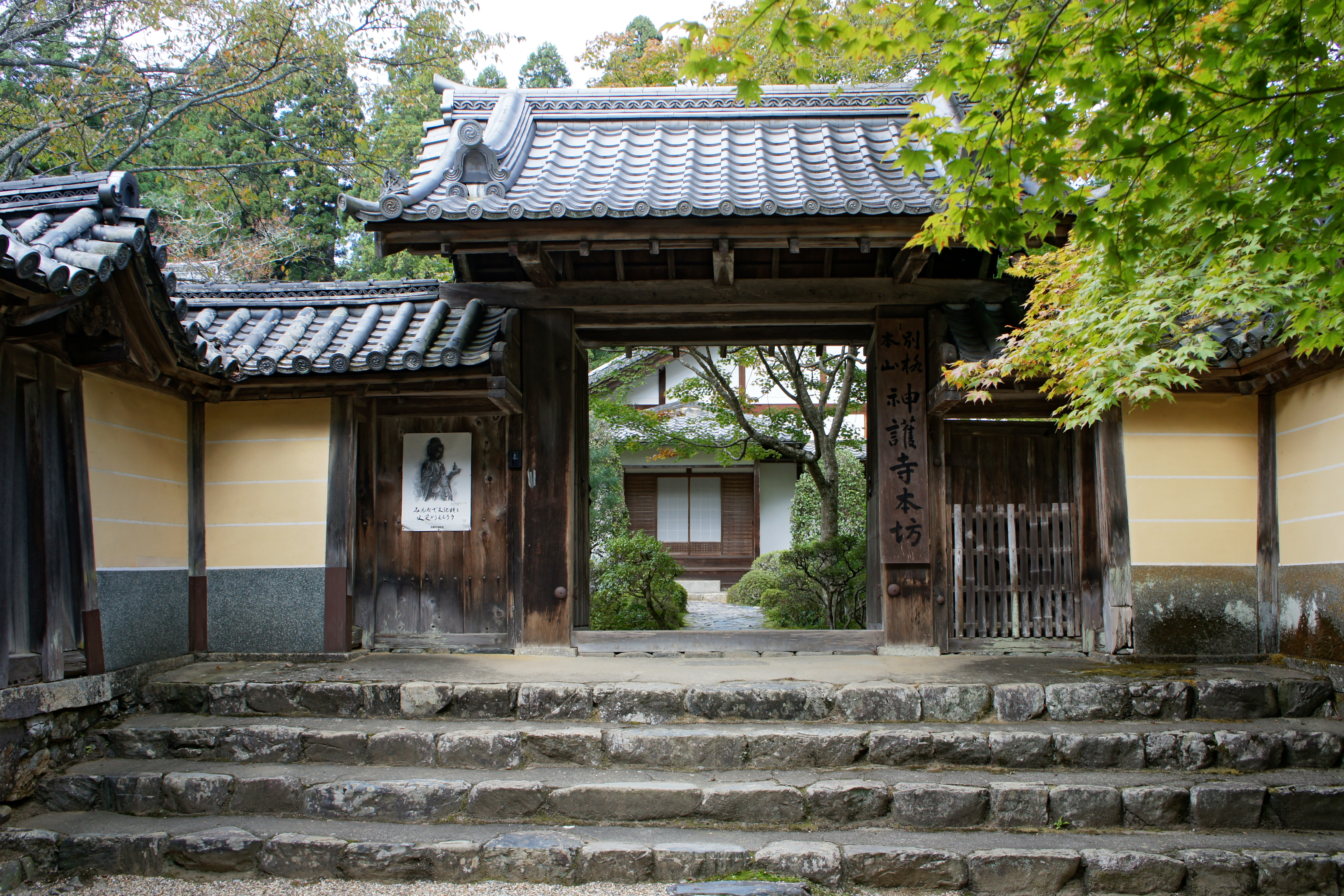
Dzsingodzsi, honbó
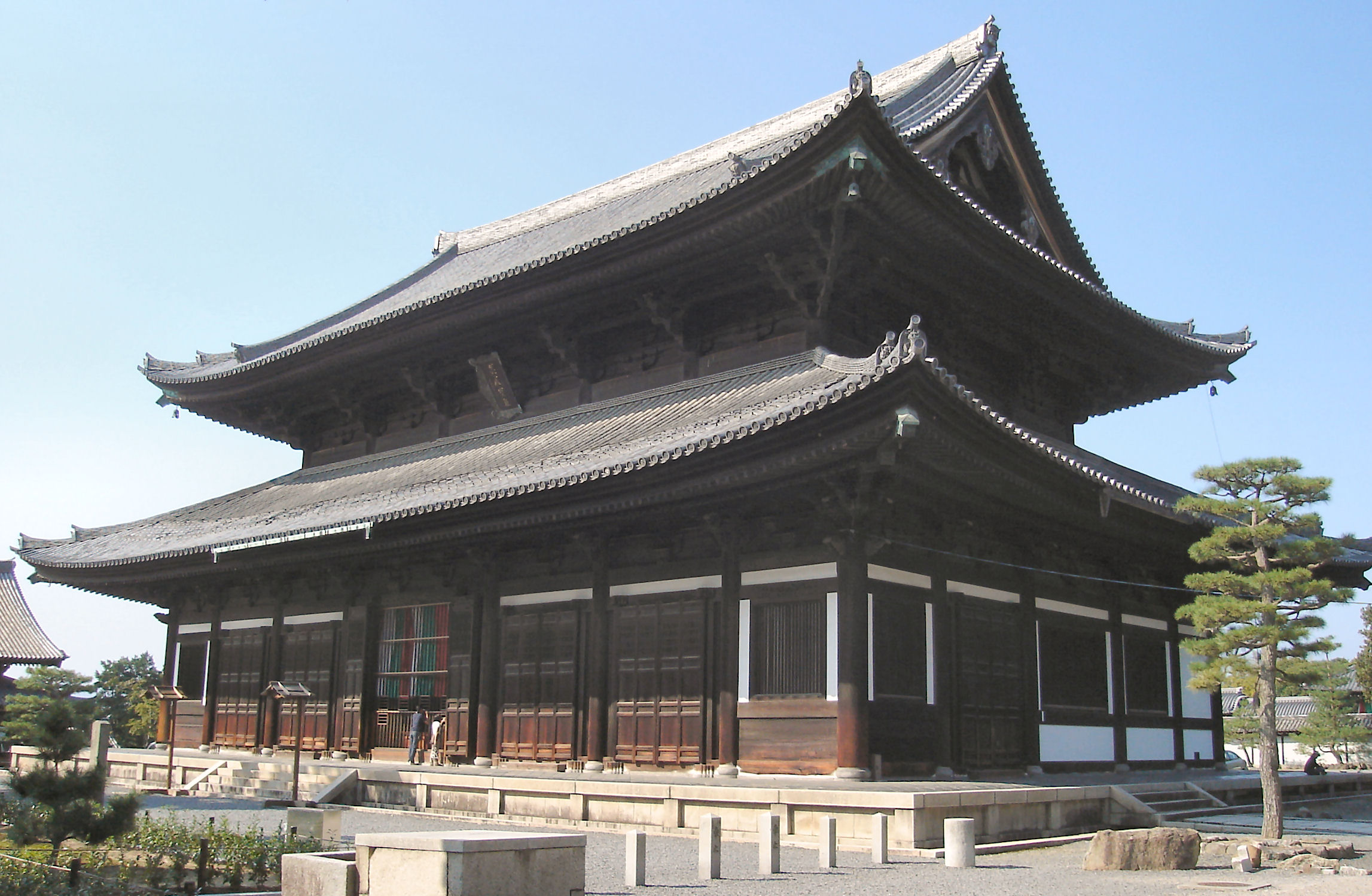
Tófukudzsi, hon-dó
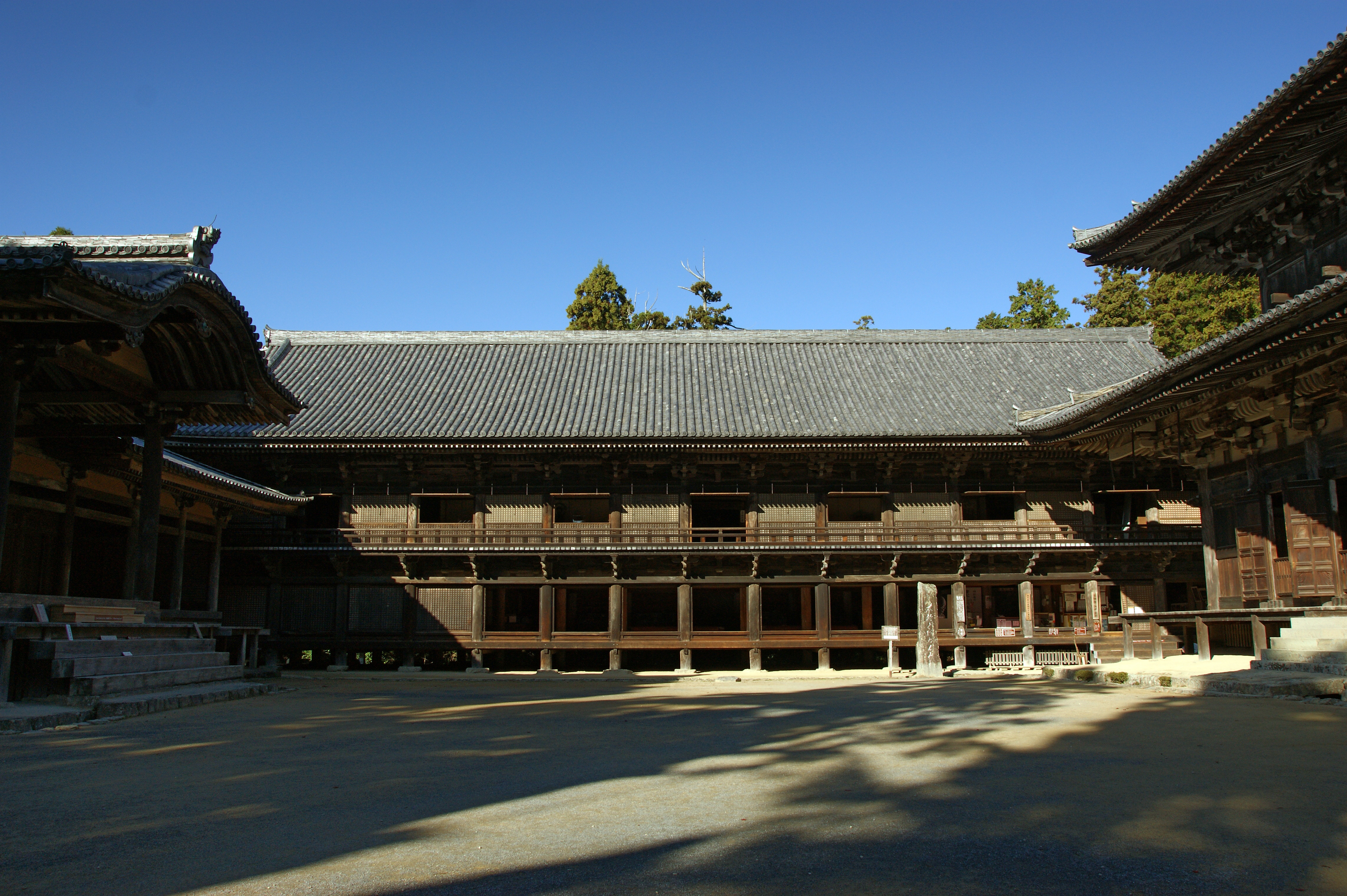
Engjódzsi, dzsiki-dó
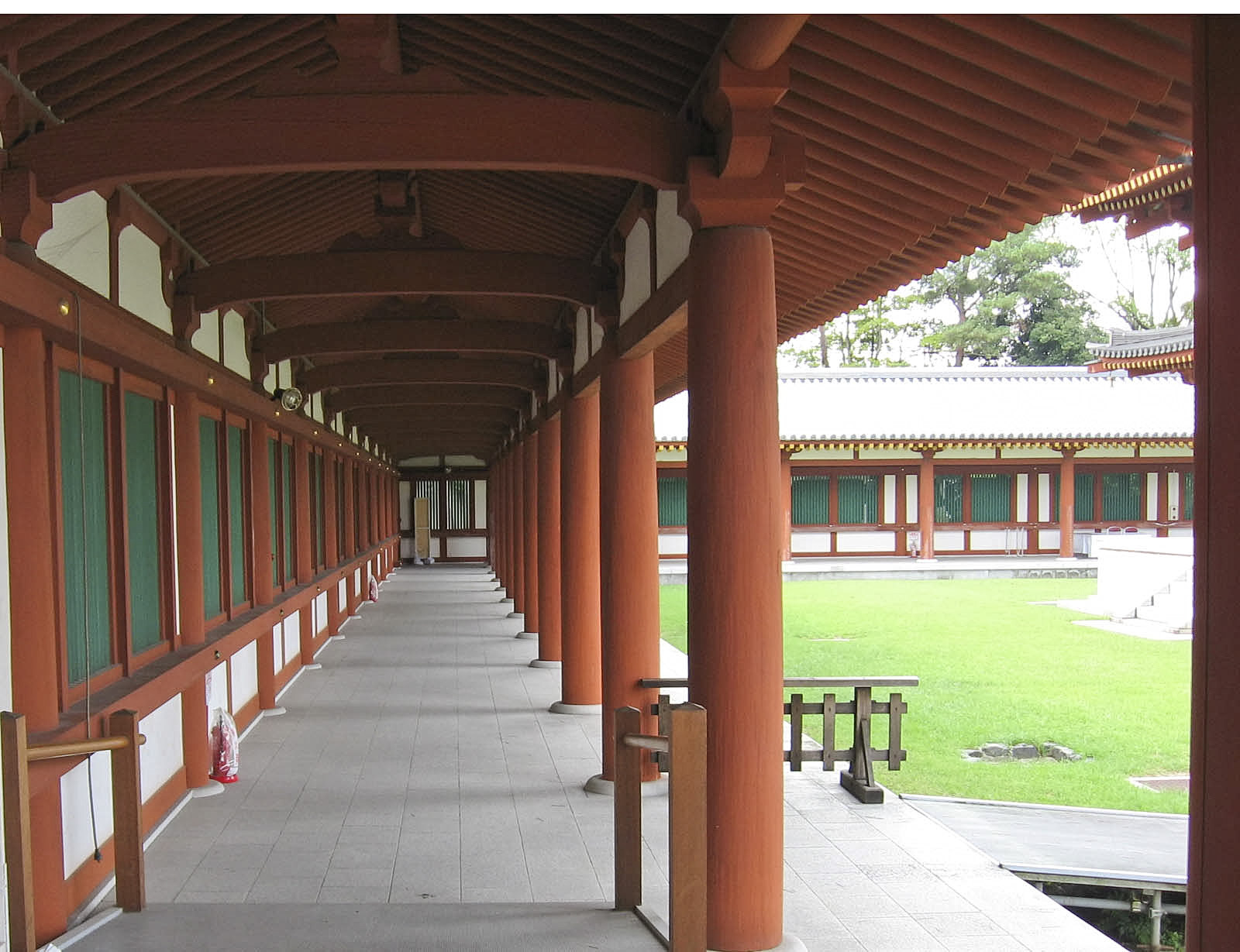
Jakusidzsi, kairó
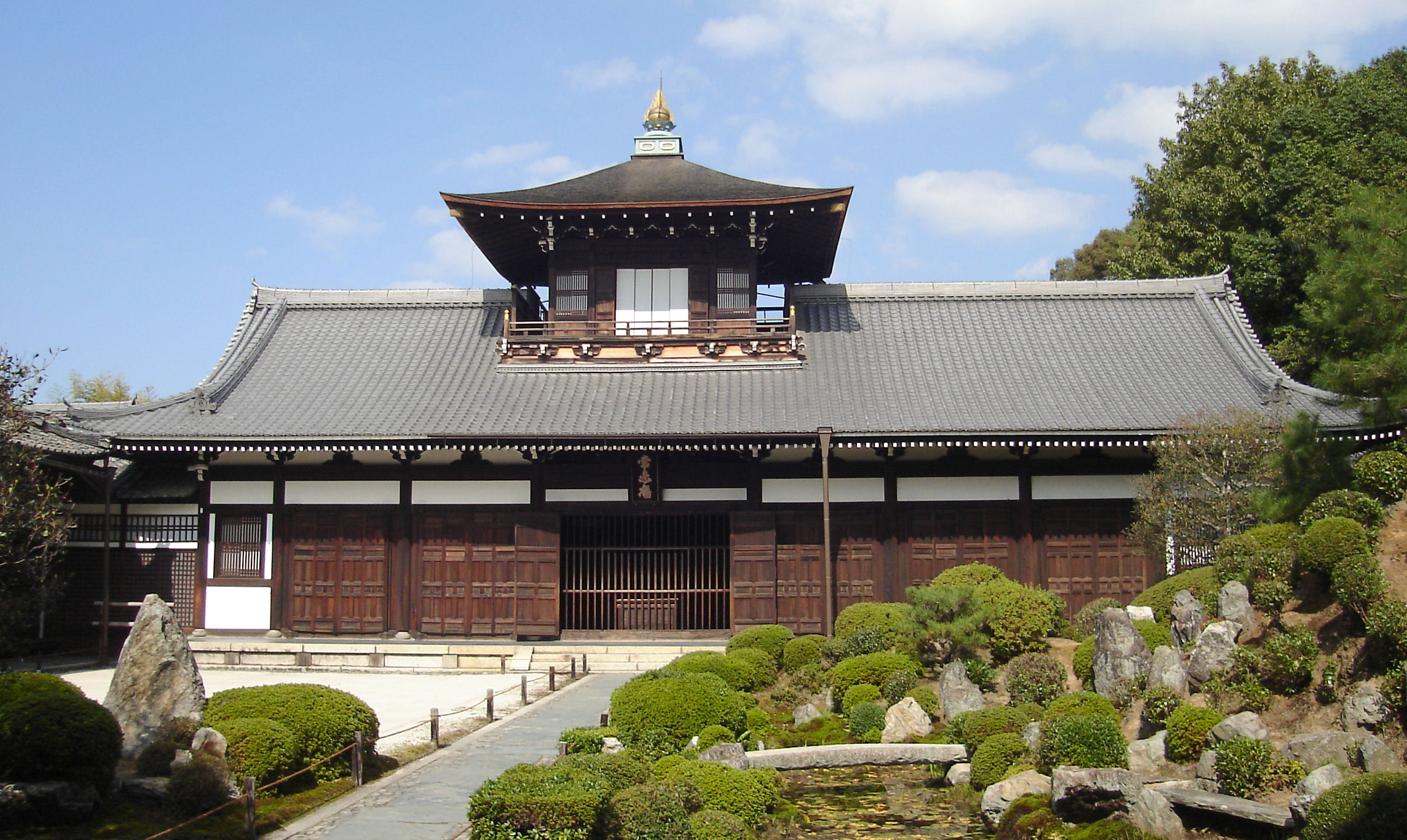
Tófukudzsi, kaiszan-dó
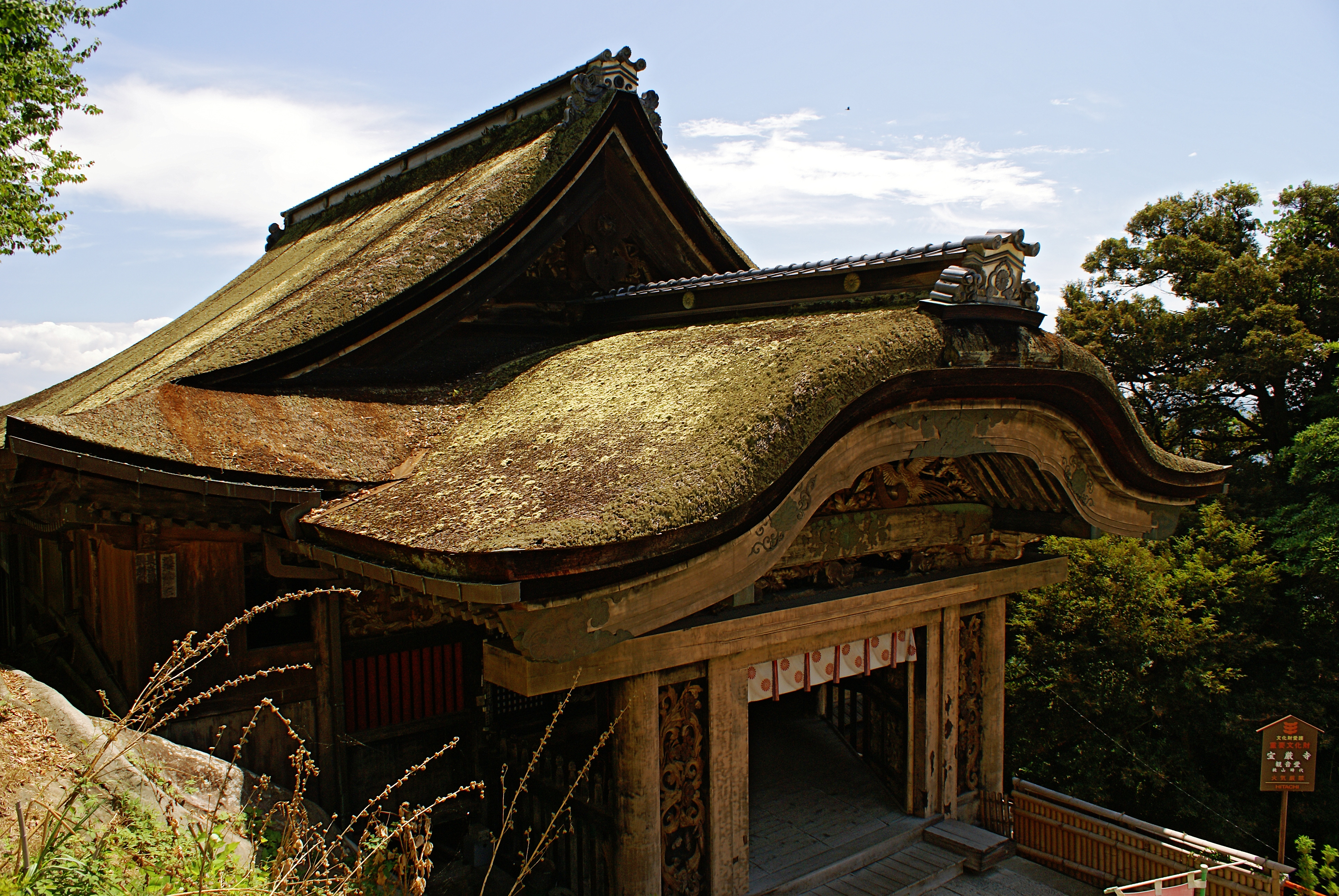
Hógondzsi, karamon
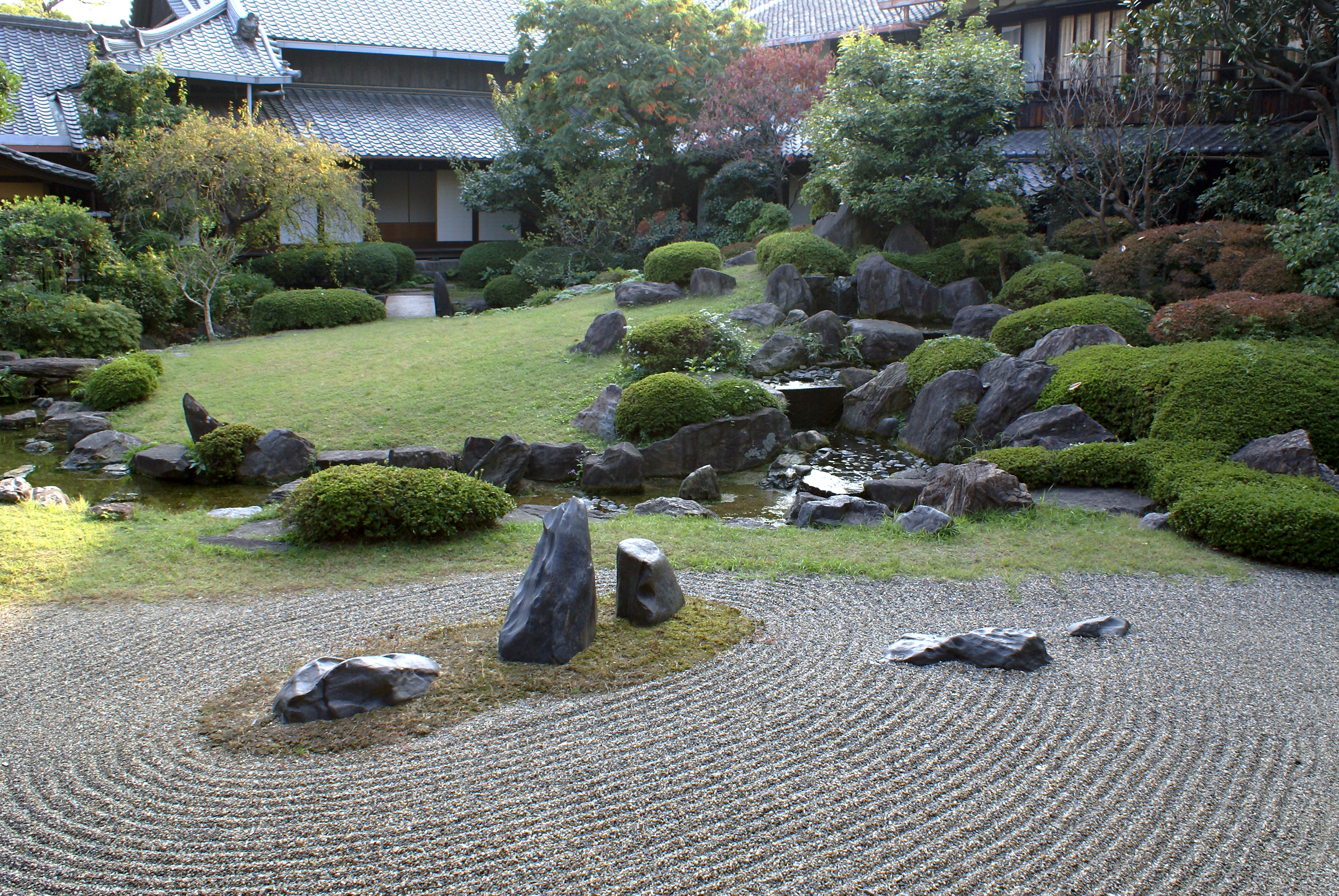
Sitennódzsi kareszanszui
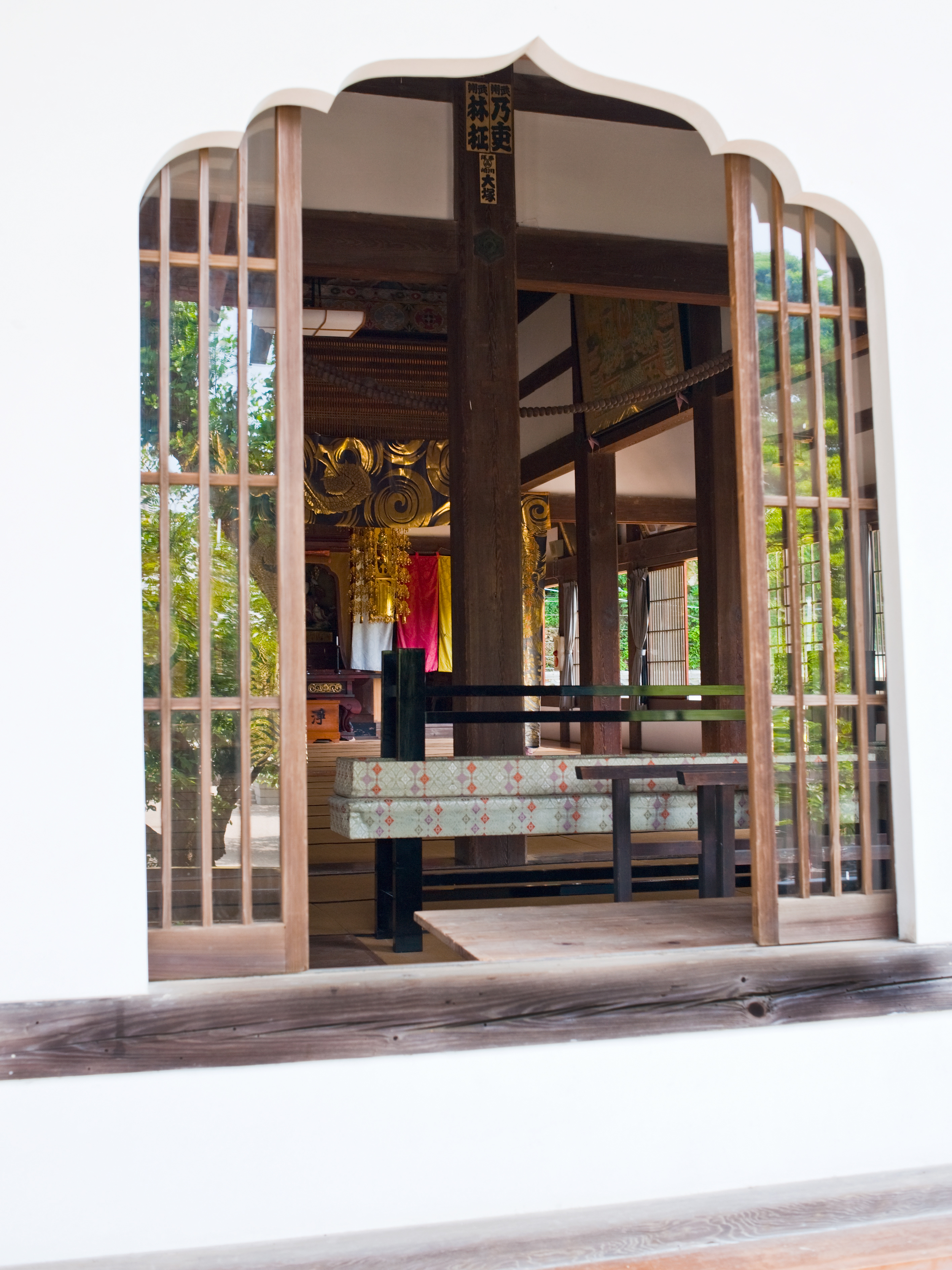
a katómado
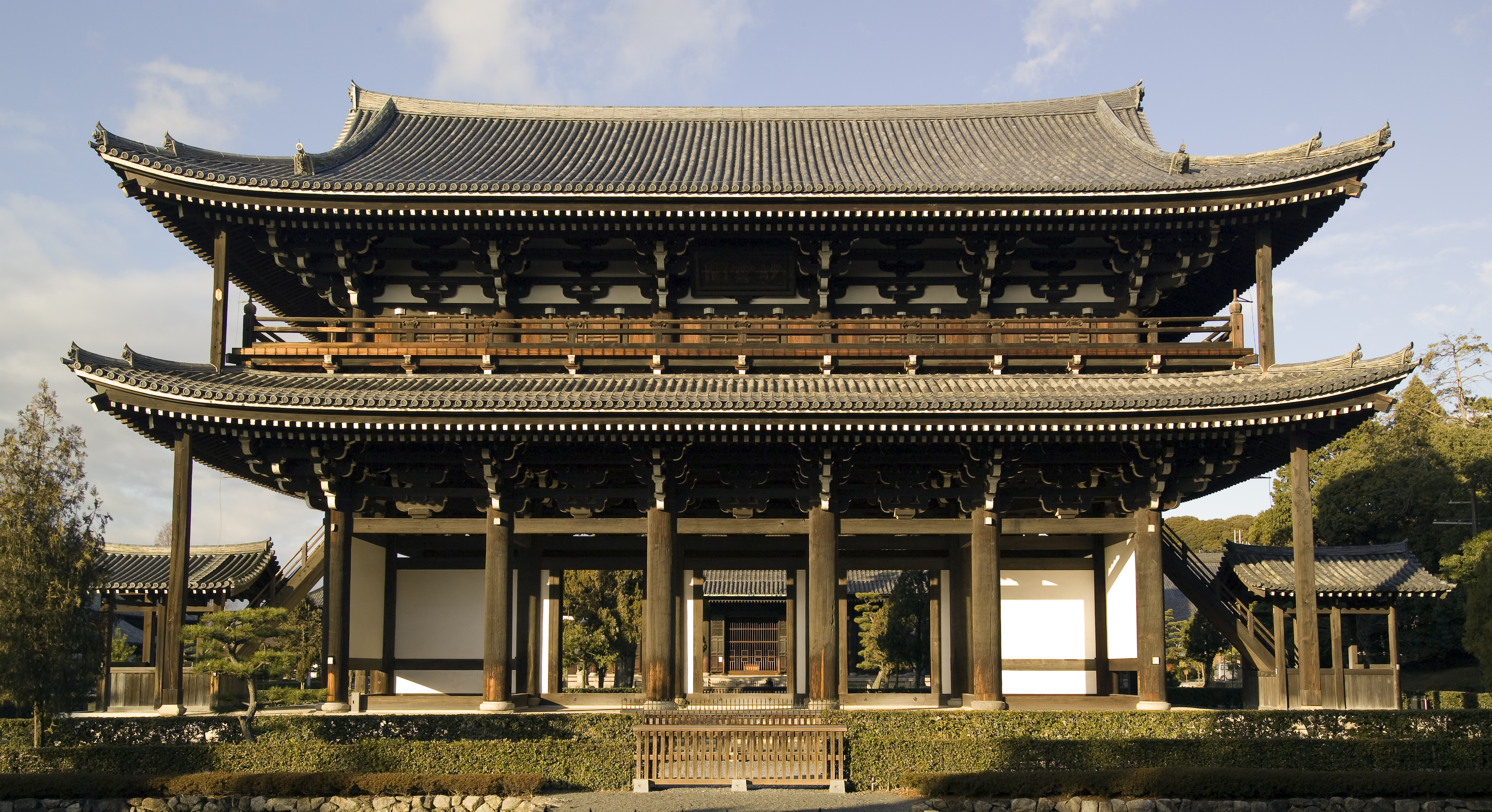
Tófukudzsi, szanmon
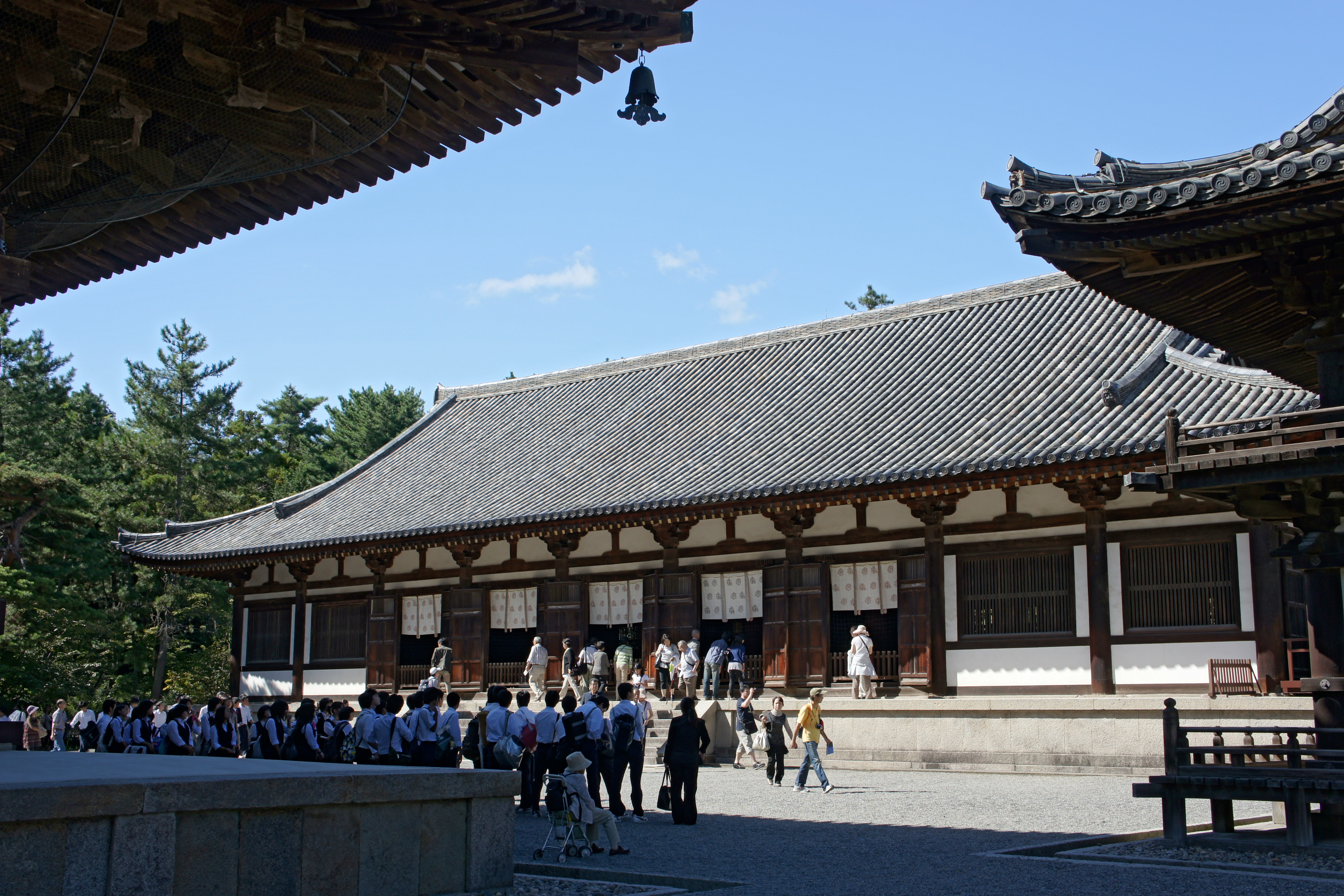
Kó-dó, Tósódaidzsi
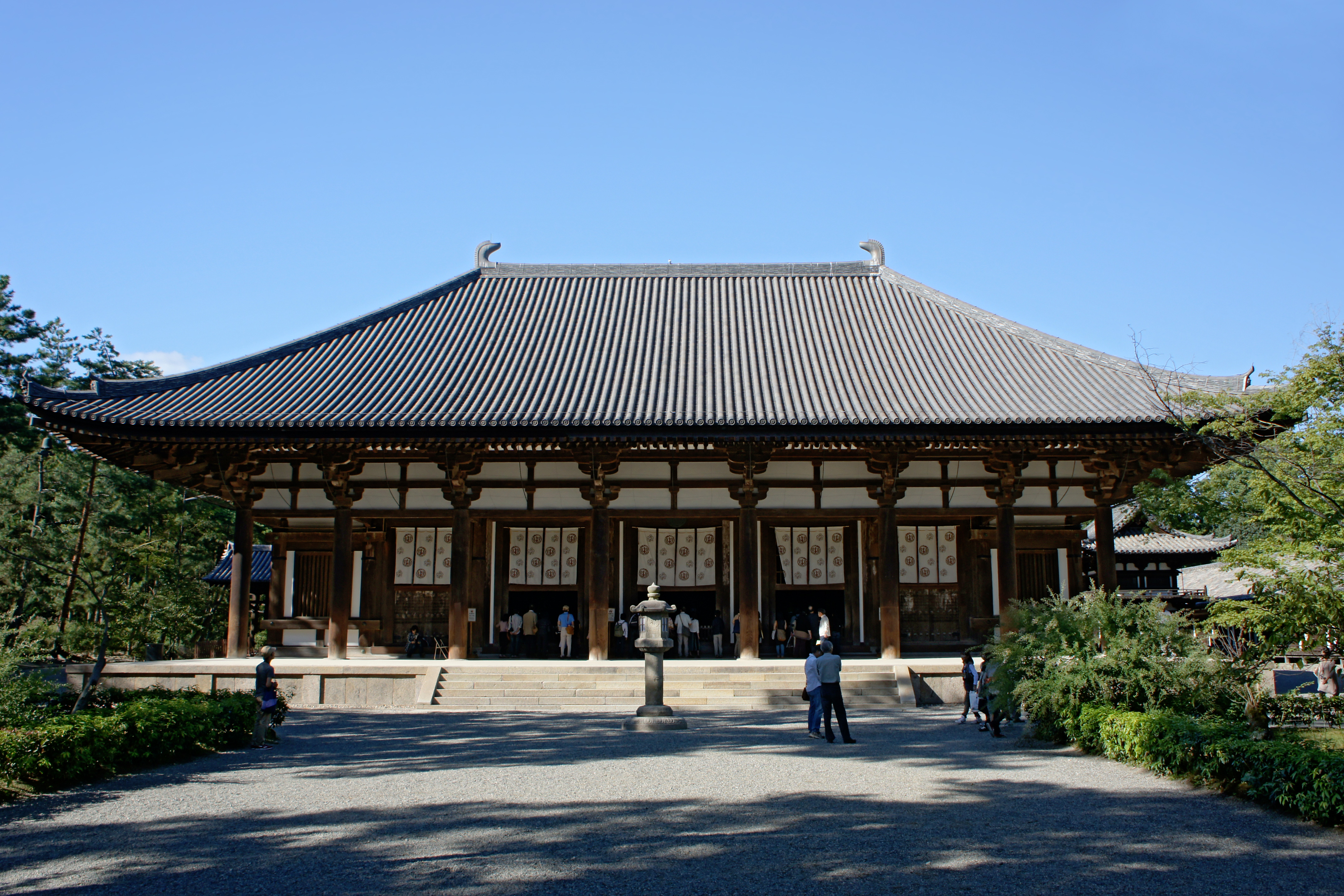
Kon-dó, Tóshódaidzsi
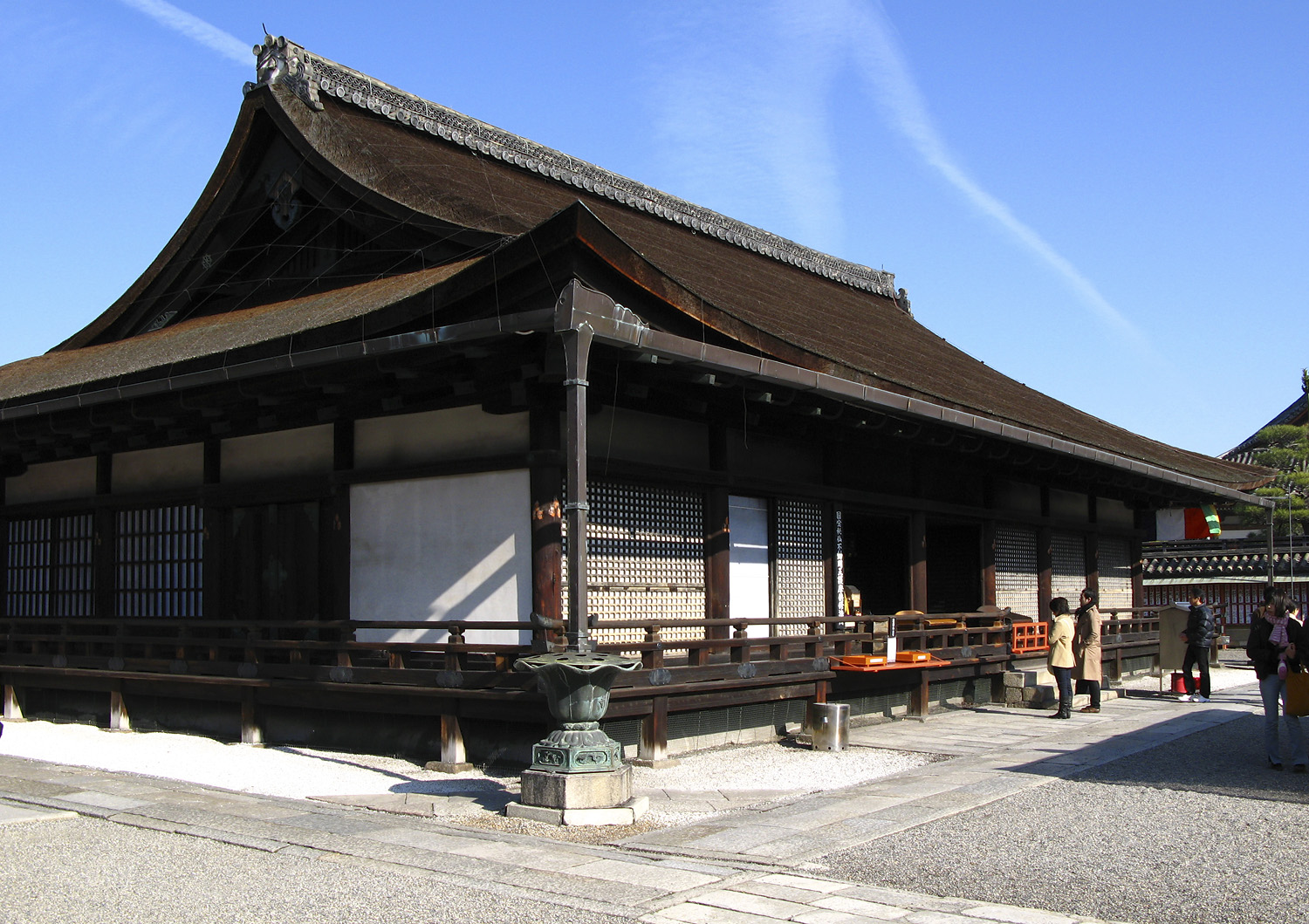
Miei-dó, Tódzsi
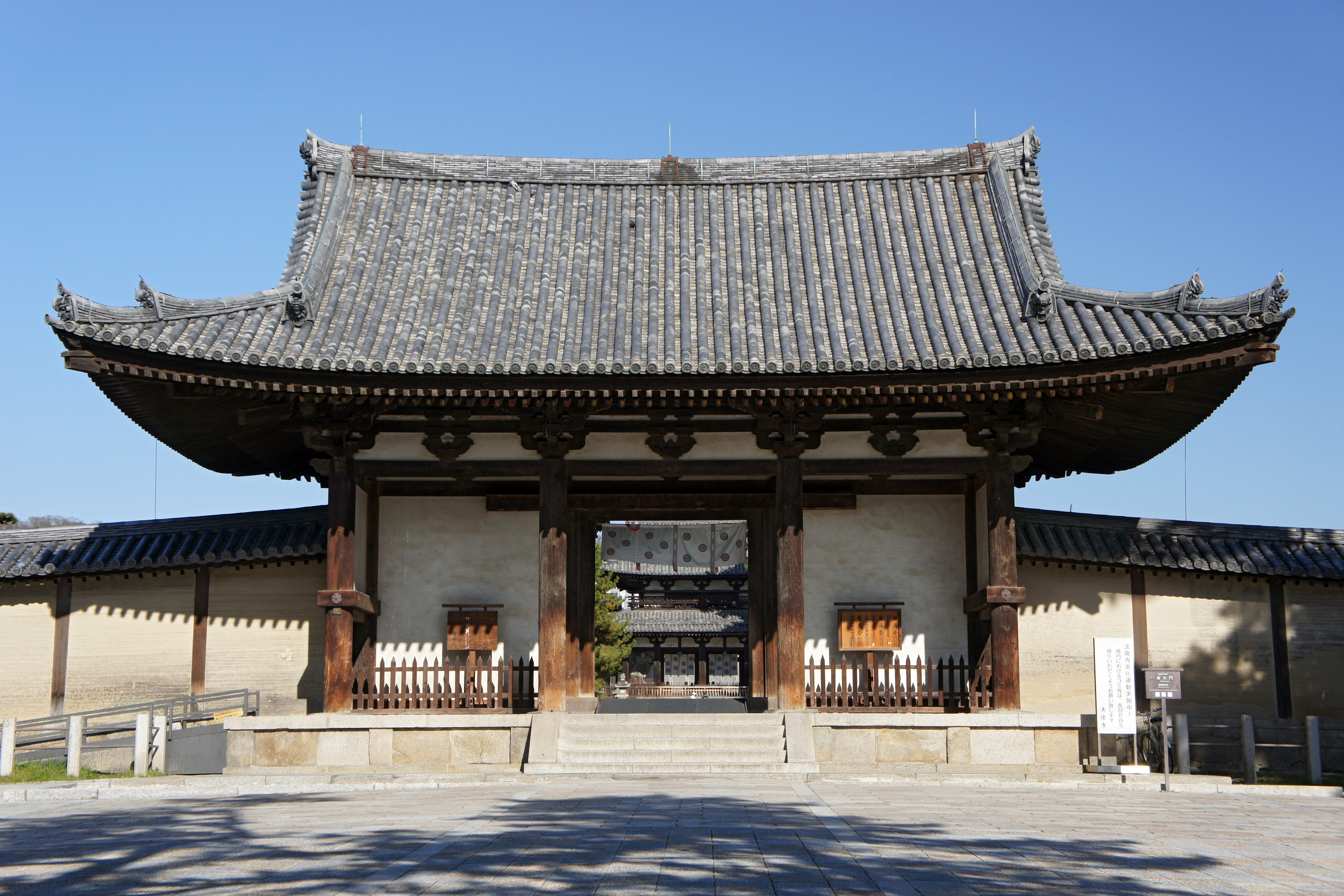
Nandaimon, Hórjúdzsi
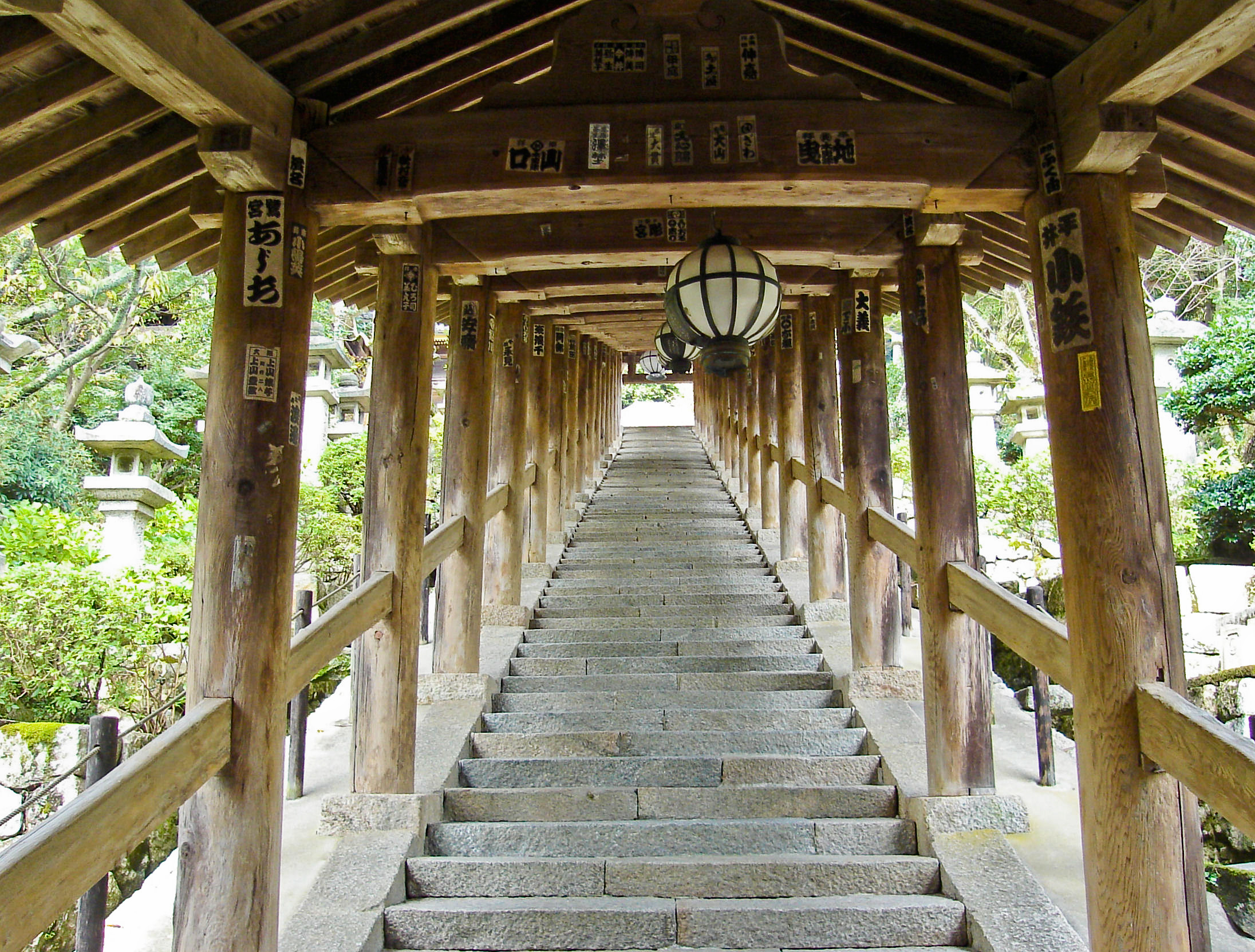
The noboriró, Nara Hasze-dera
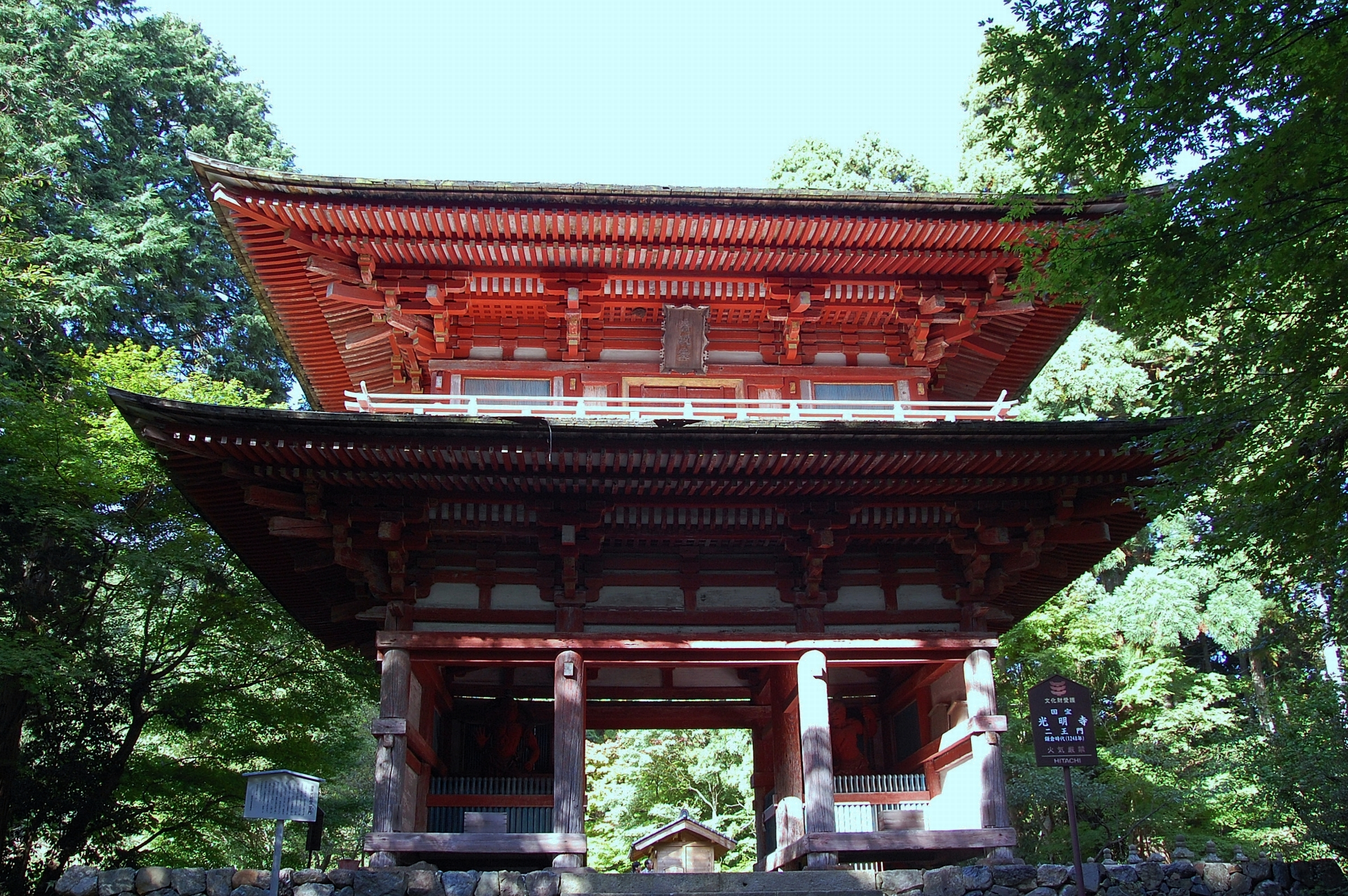
Nidzsúmon, Komjodzsi, Ajabe, Kiotó.
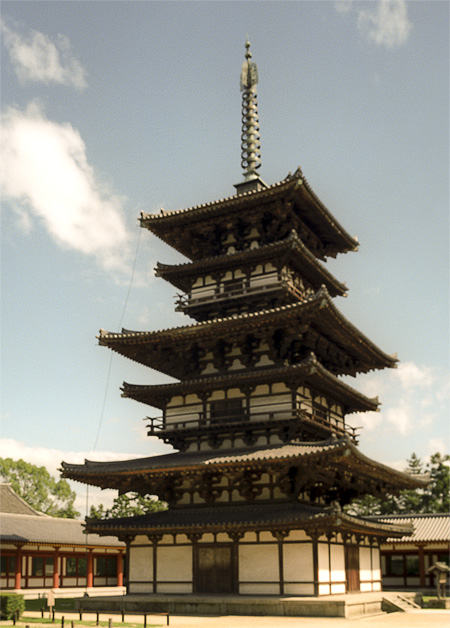
Pagoda a Jakusidzsiben, Narában
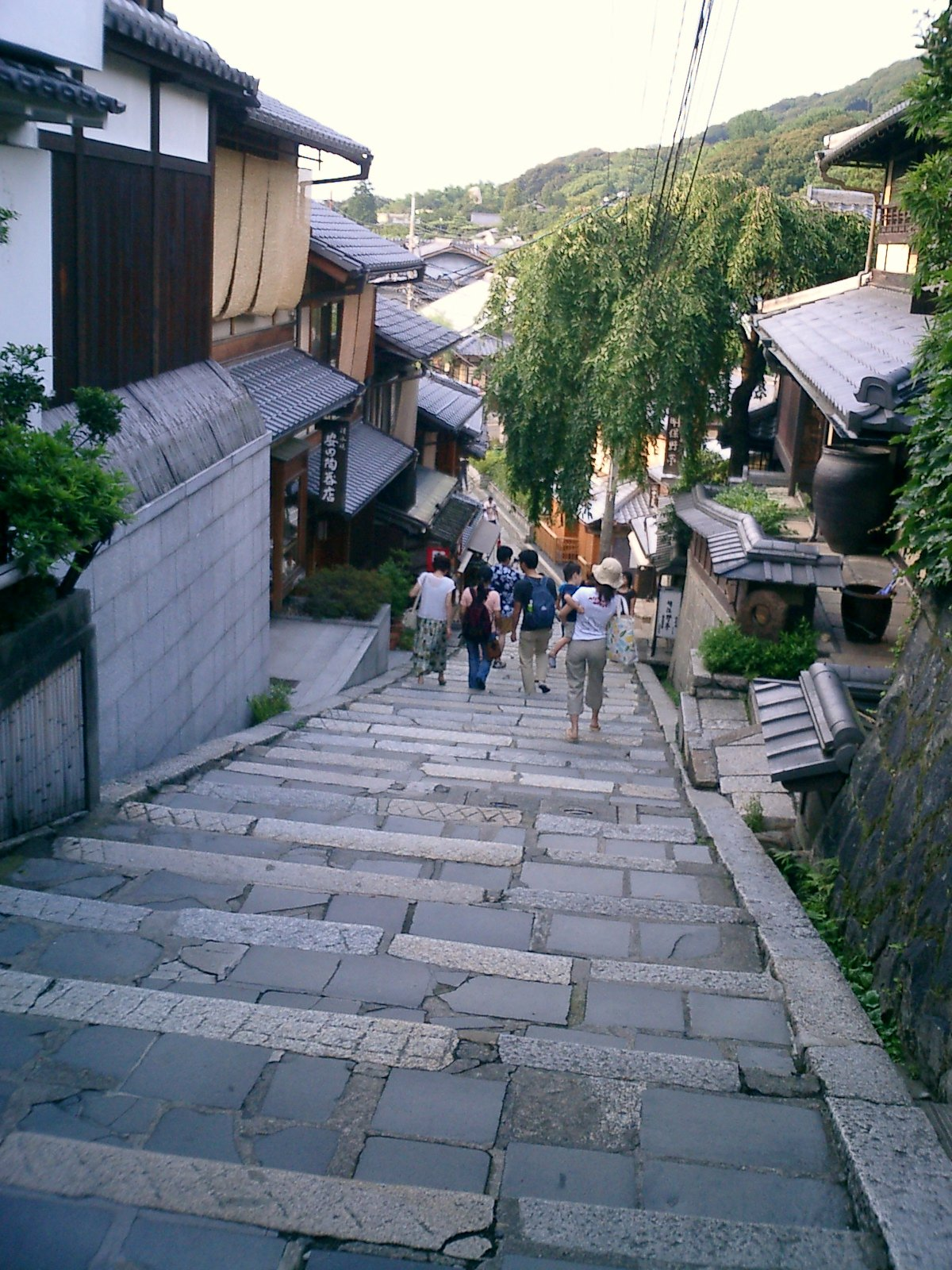
Kijomizu-dera szandó
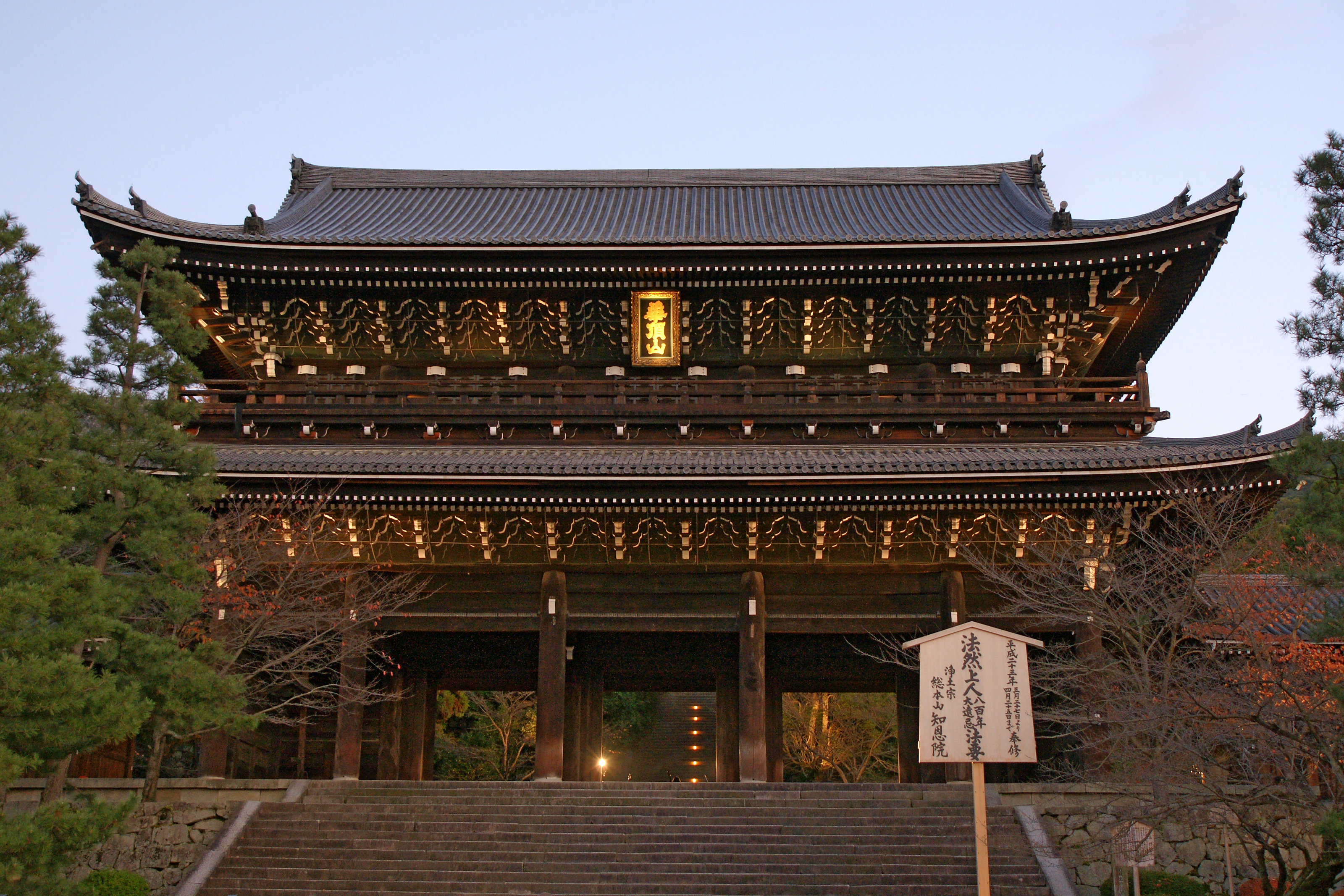
szanmon Csion-inben
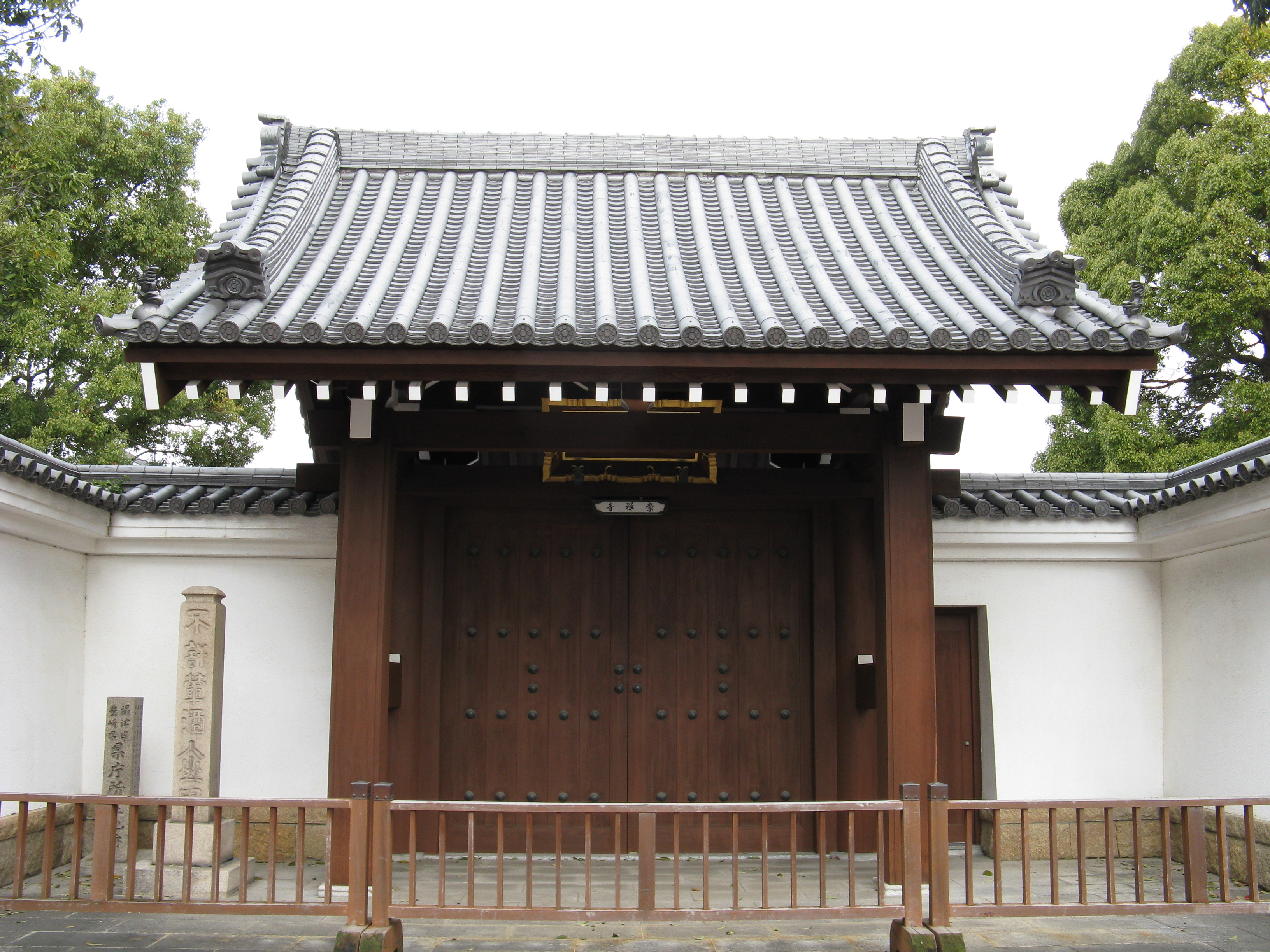
szanmon a Szozen-dzsiben, Oszaka
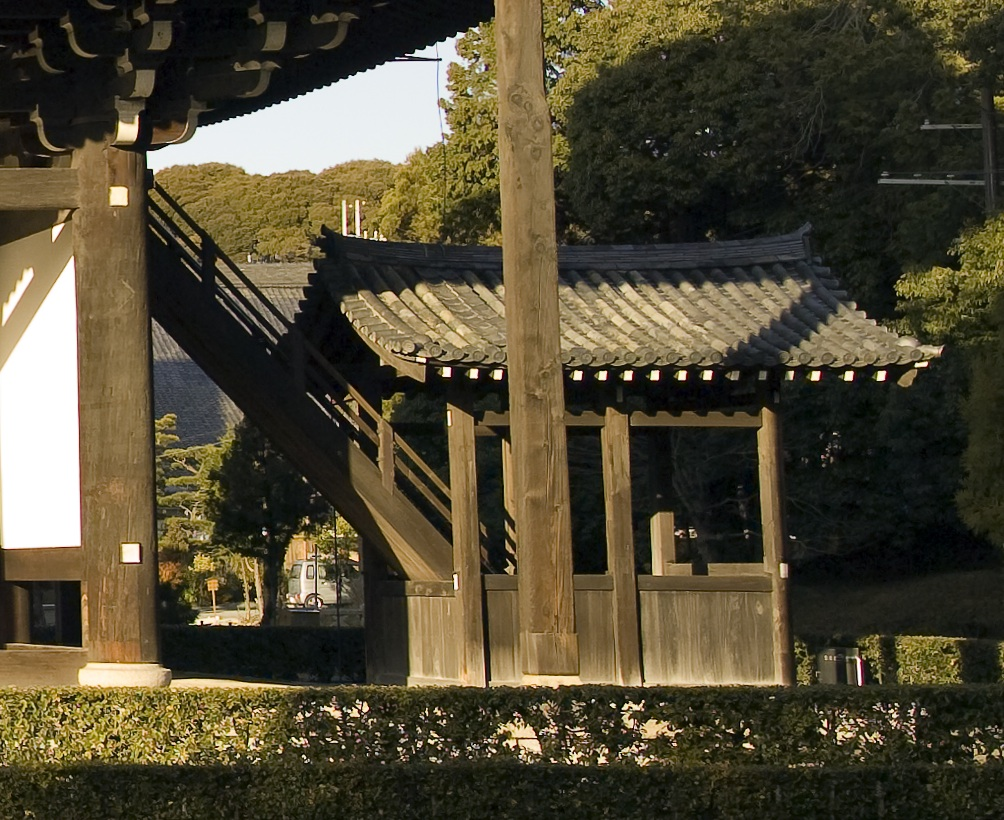
a Tófukudzsi szanmonjának szanrója
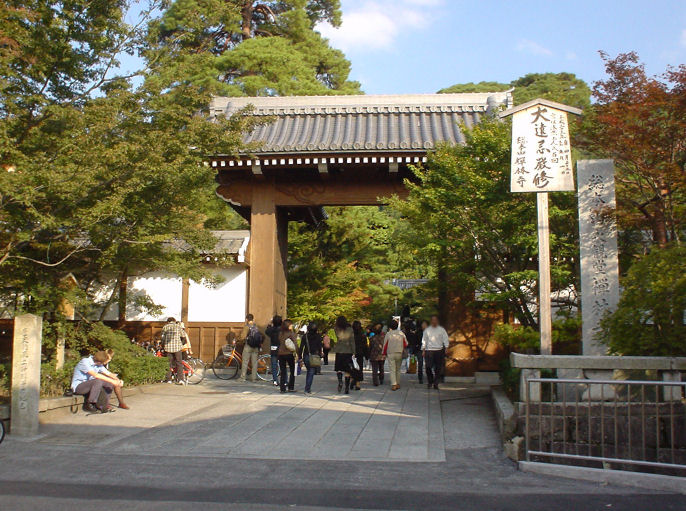
Zenrindzsi, szómon
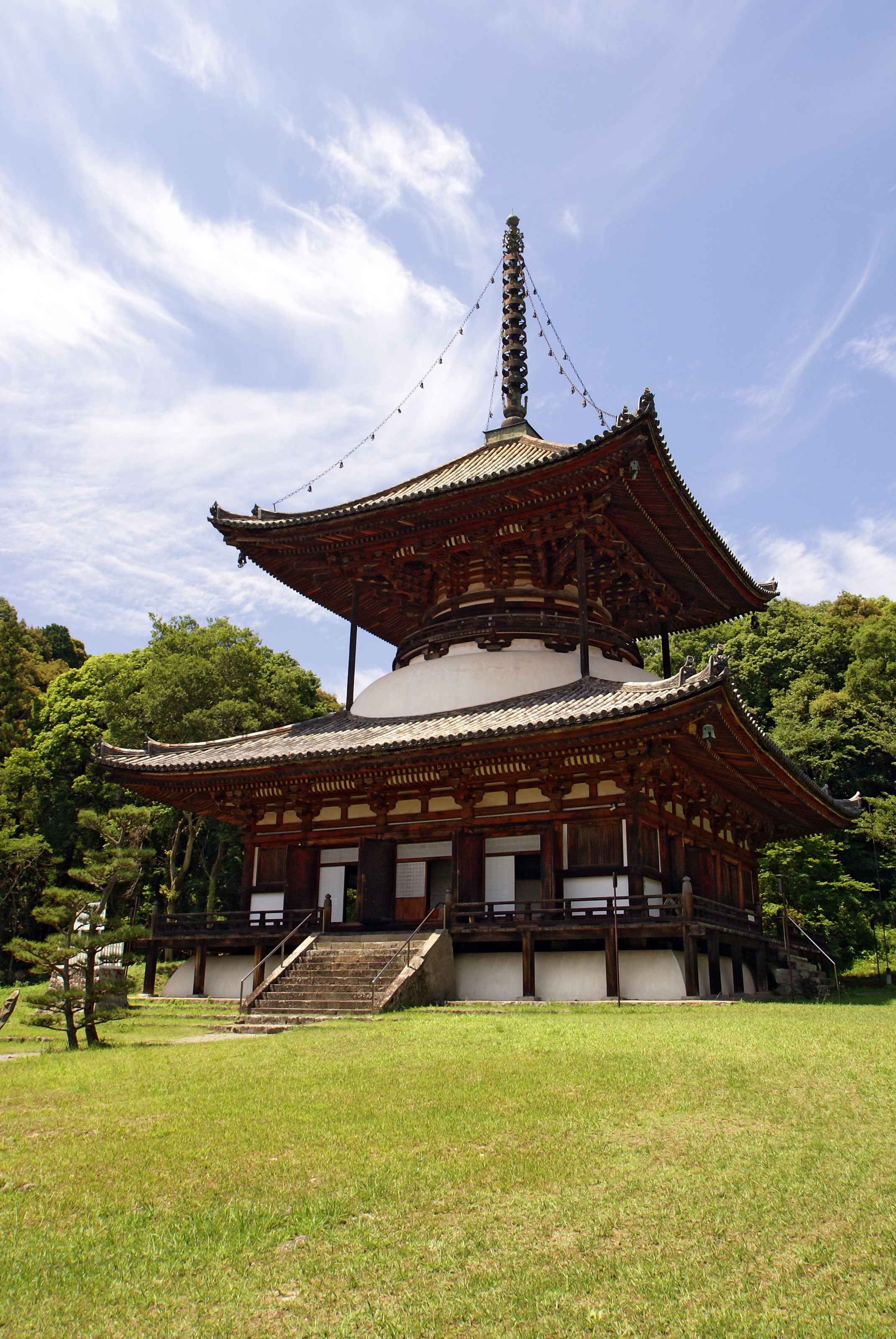
Negorodzsi, szórin
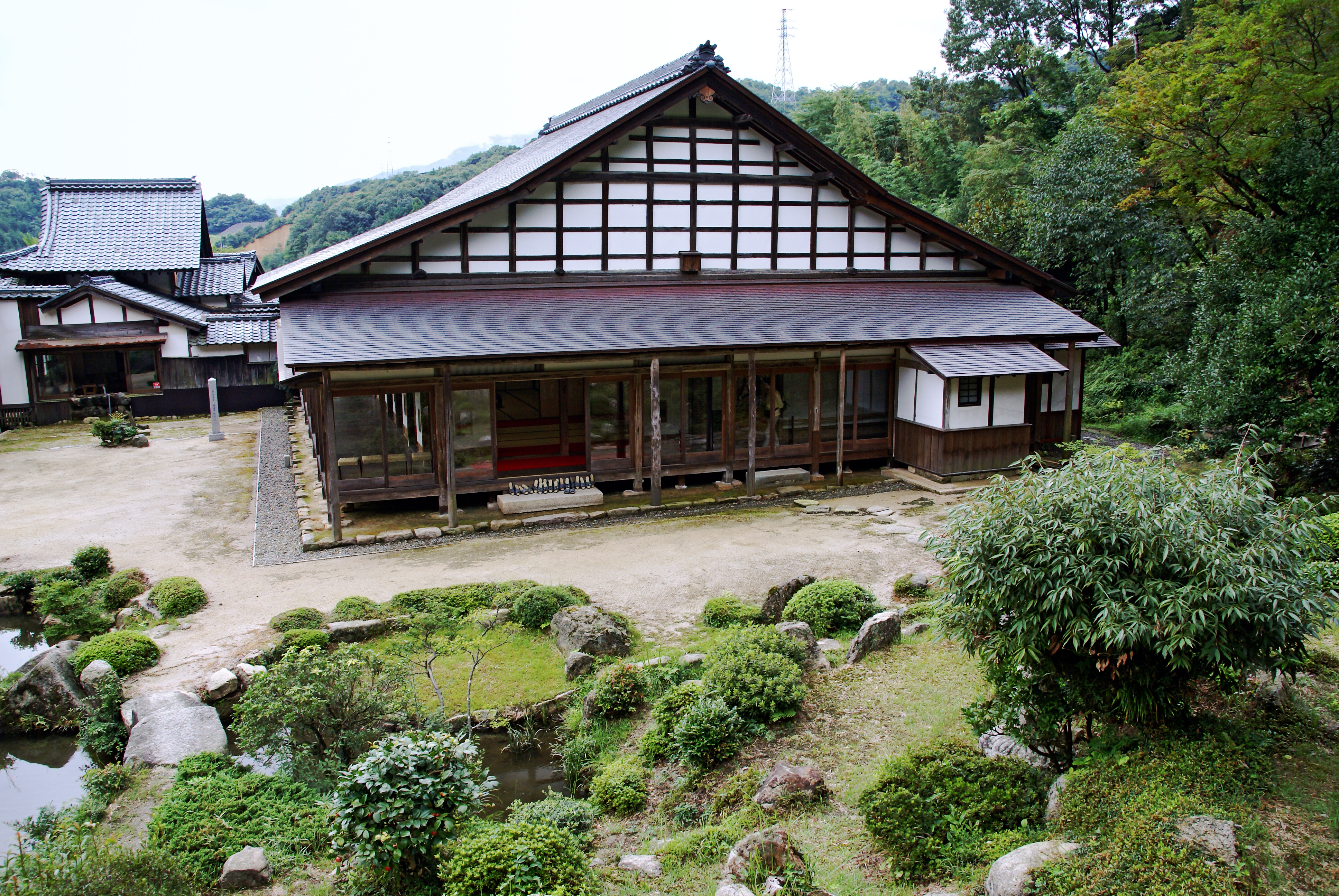
Saifukudzsi, szoin
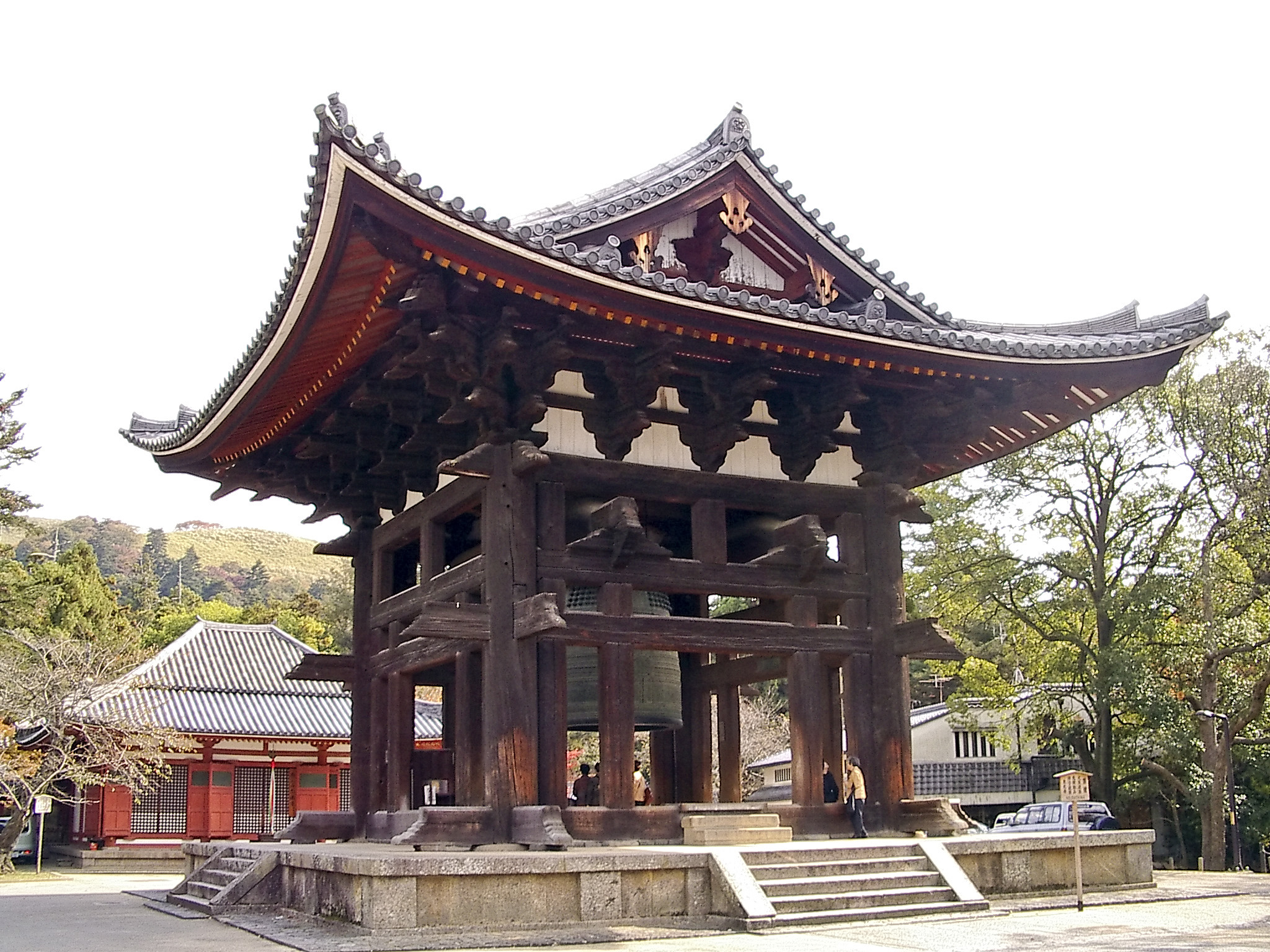
Tódaidzsiszóró (korai stílusú)
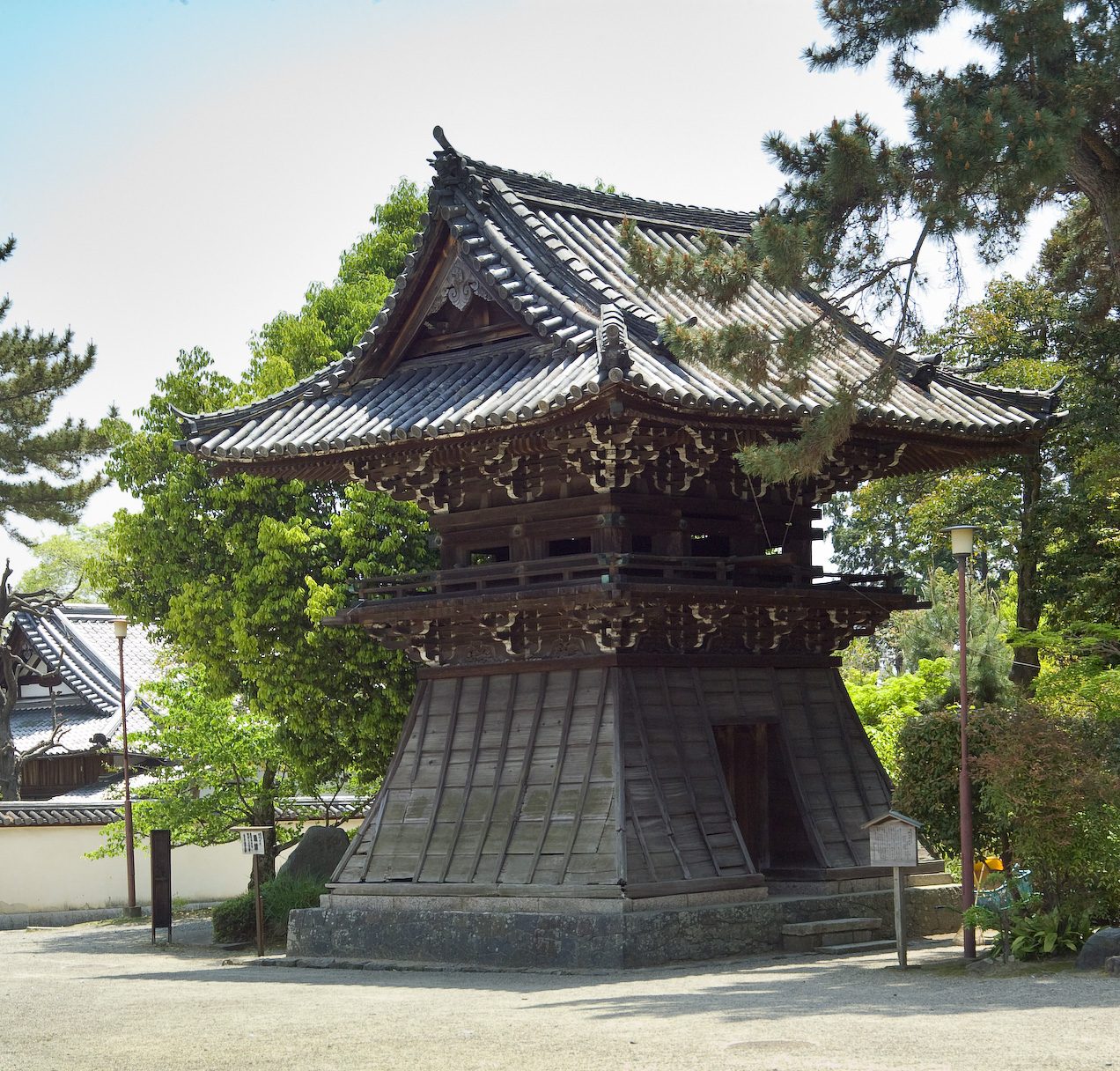
Szaidaidzsiszóró (későbbi stílusú)
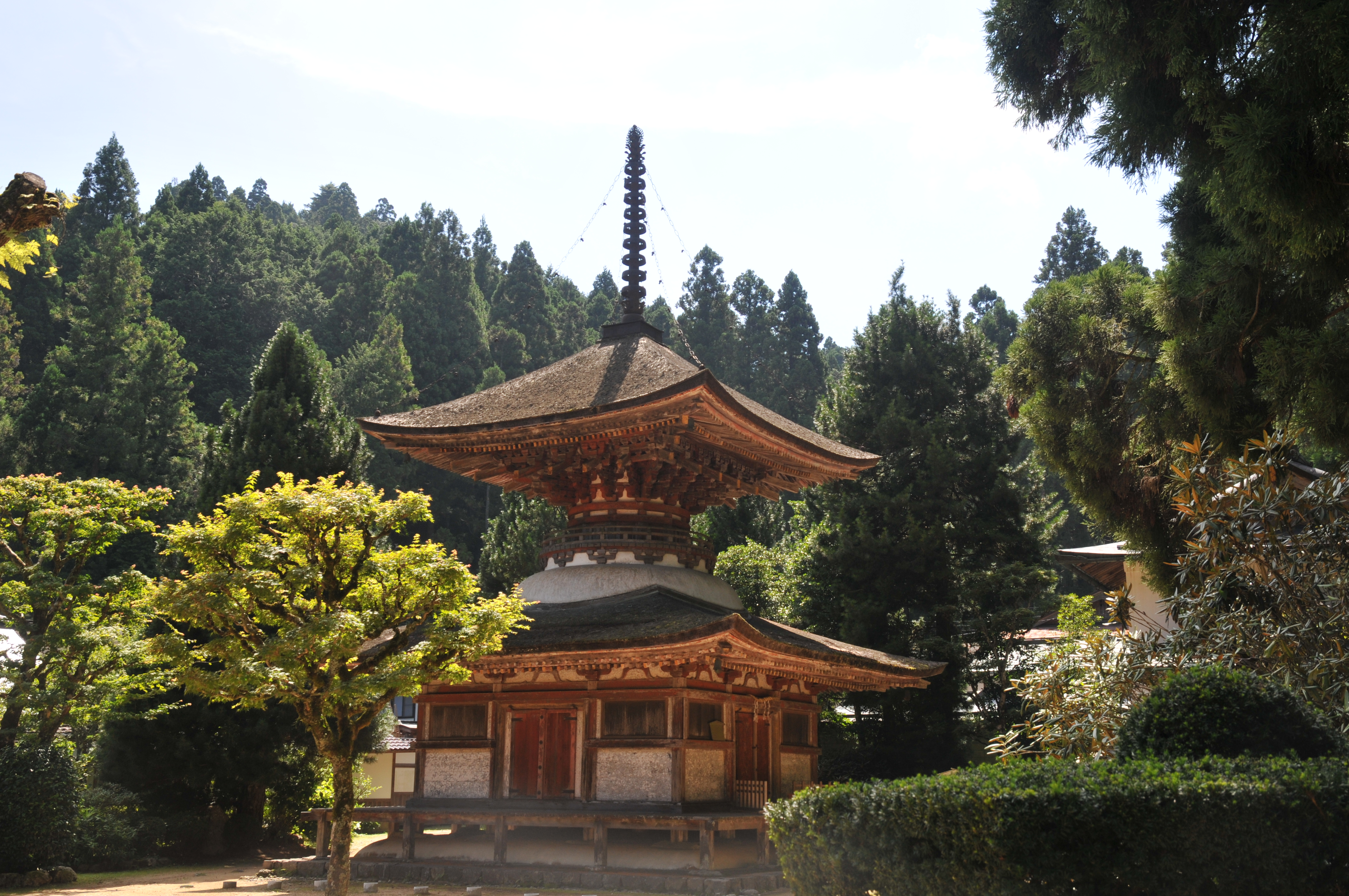
Kongó Szanmai-in, tahótó
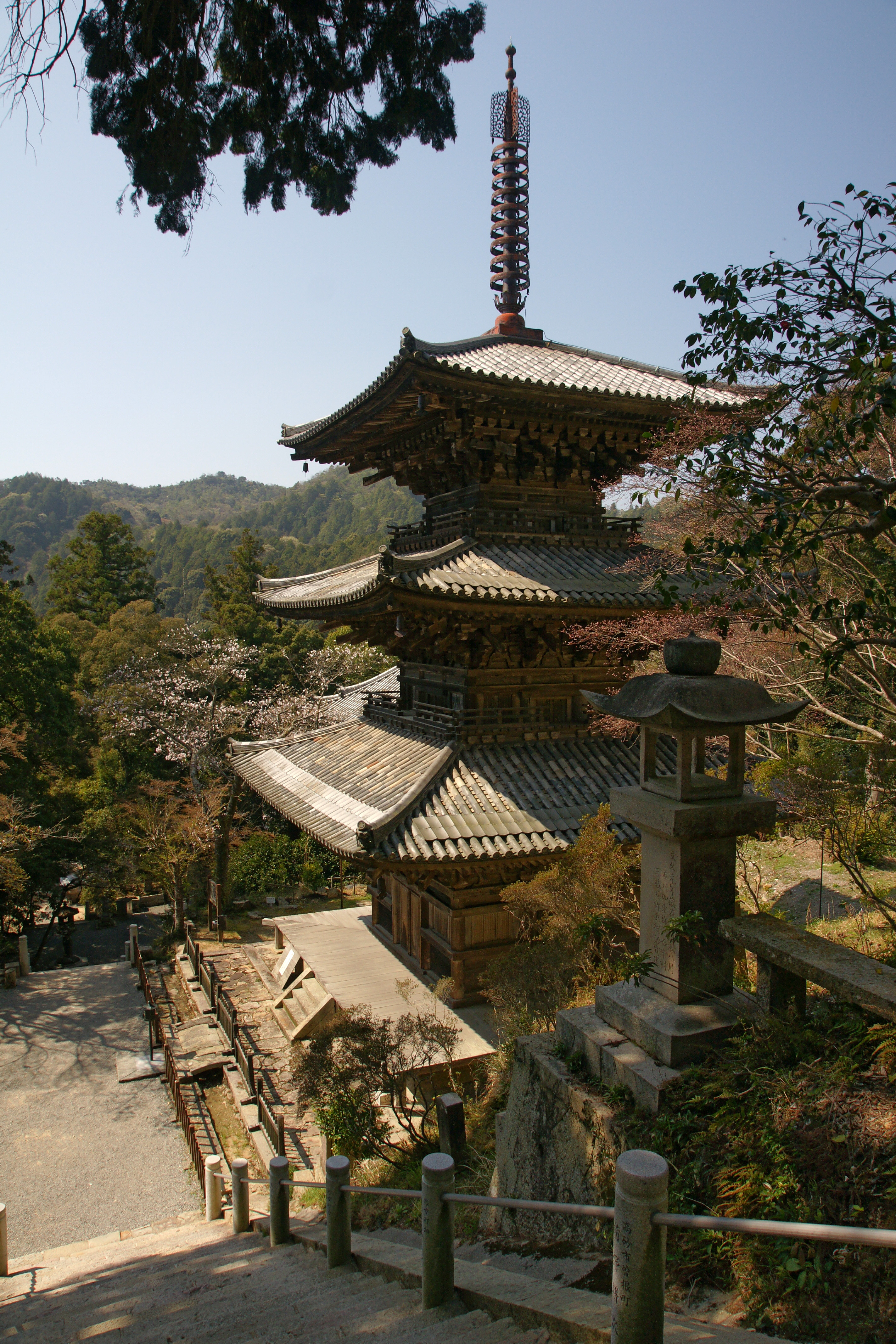
Icsidzsódzsi három emeletes pagodája
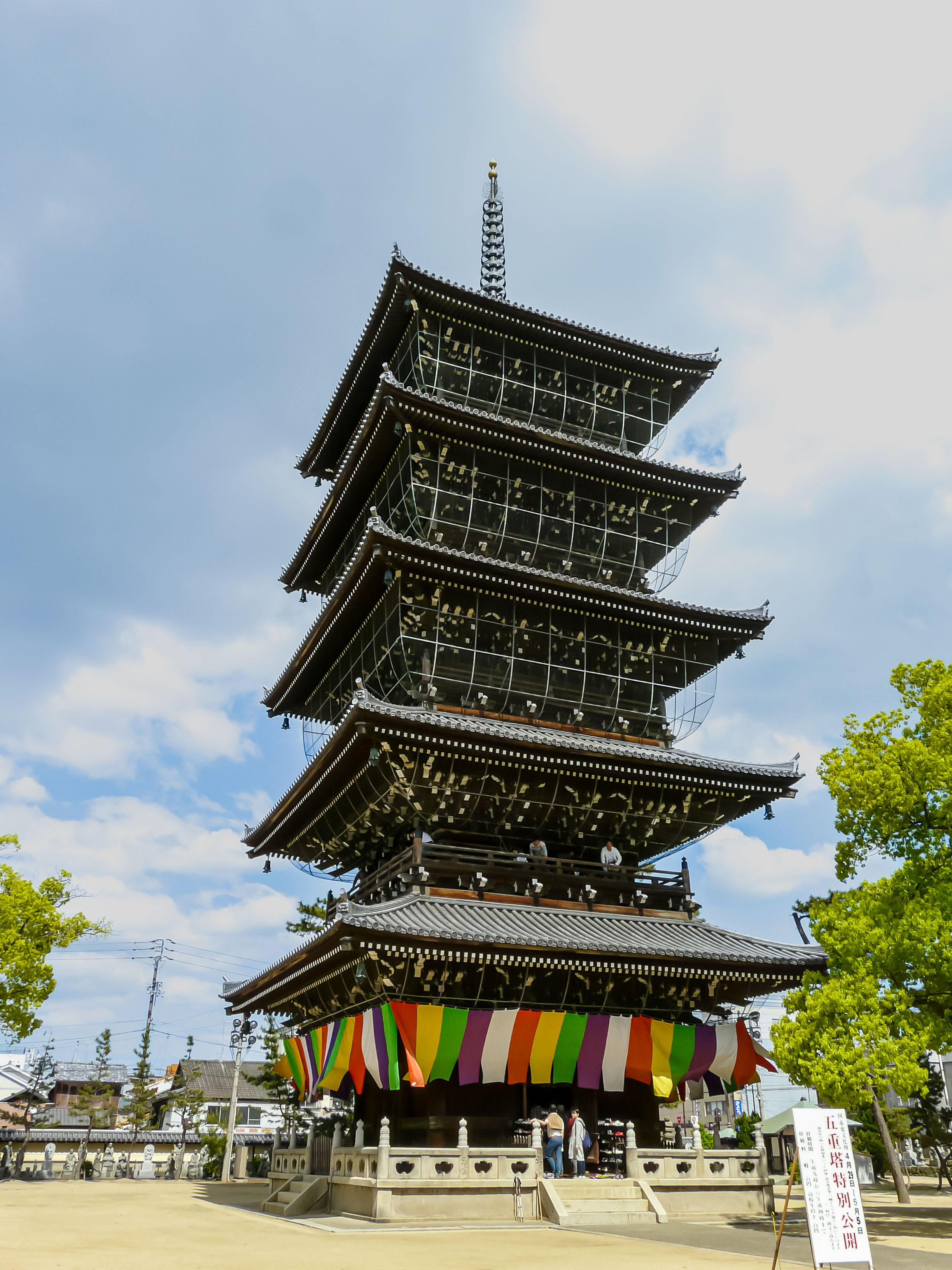
Zencudzsi öt emeletes pagodája
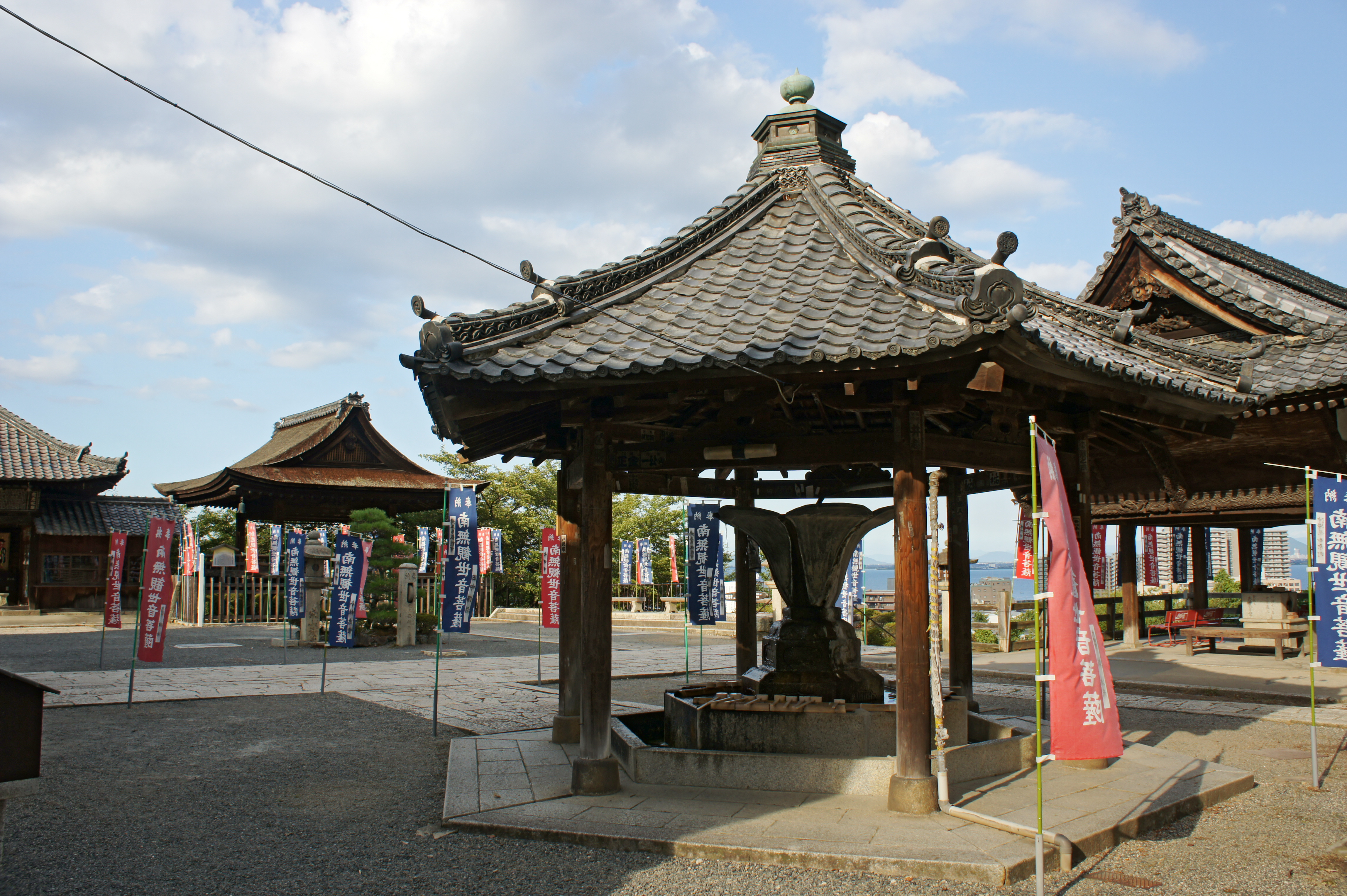
Mii-dera, temizuja
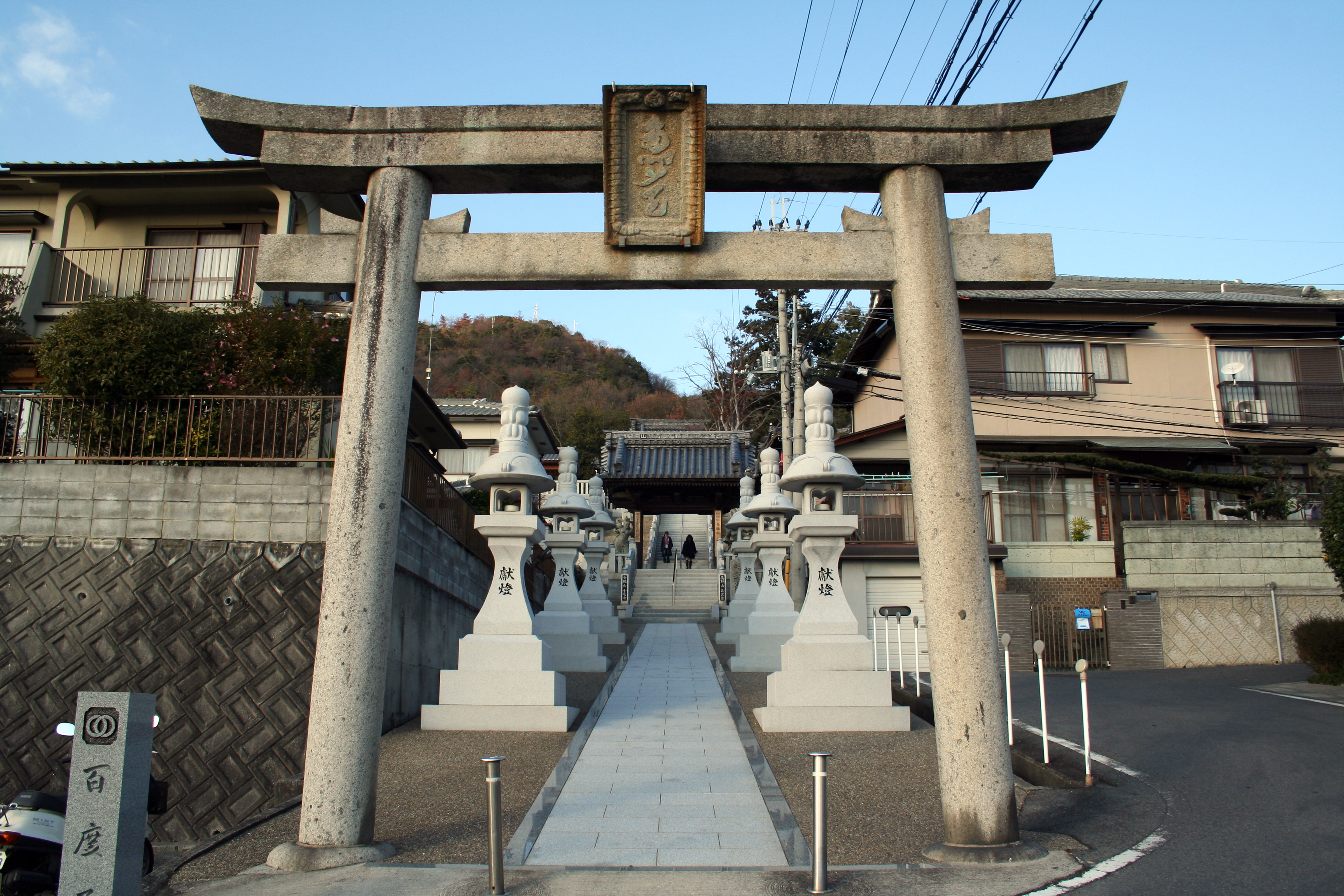
torii az Ojakedzsi szandóján
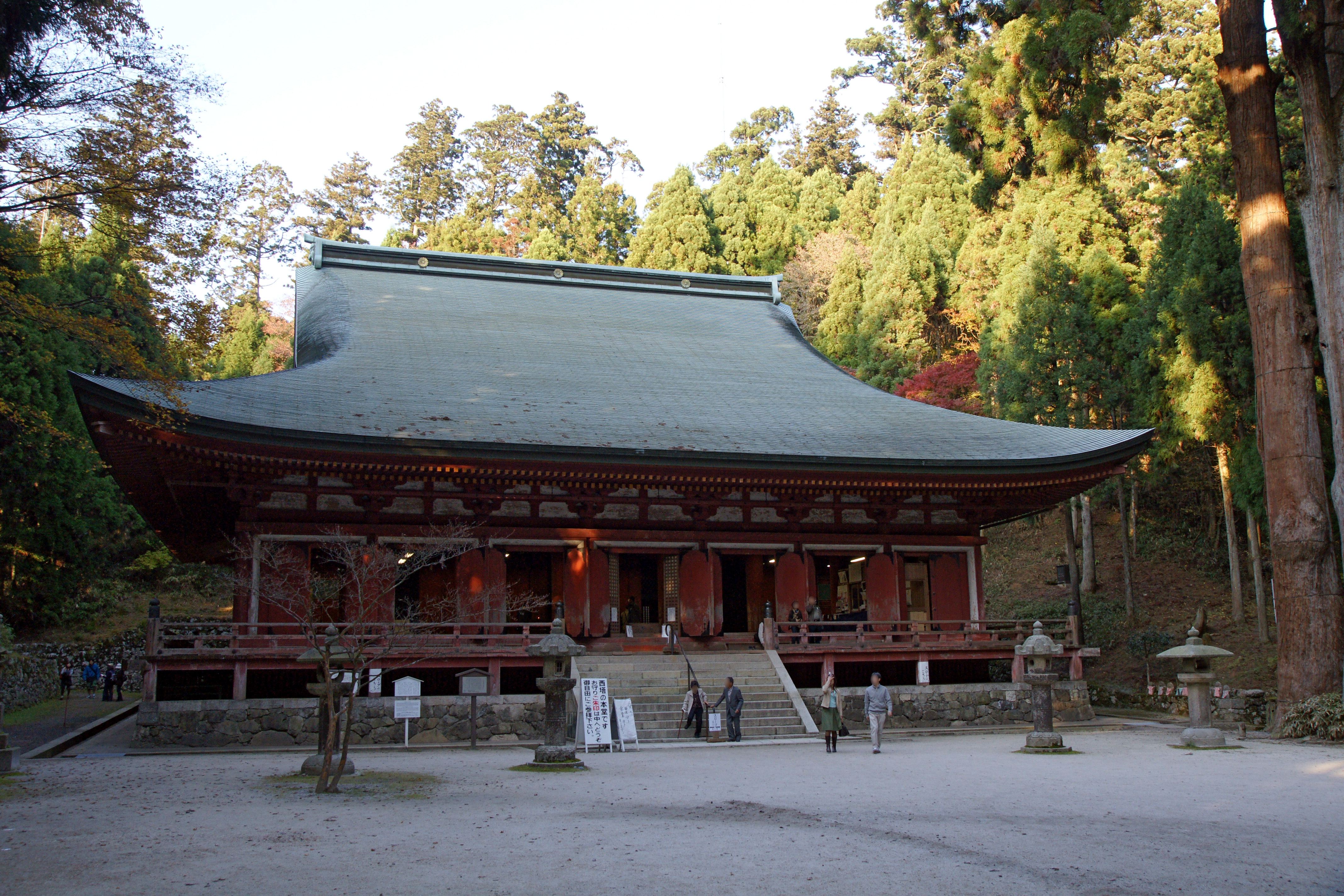
Enrjakudzsi, saka-dó
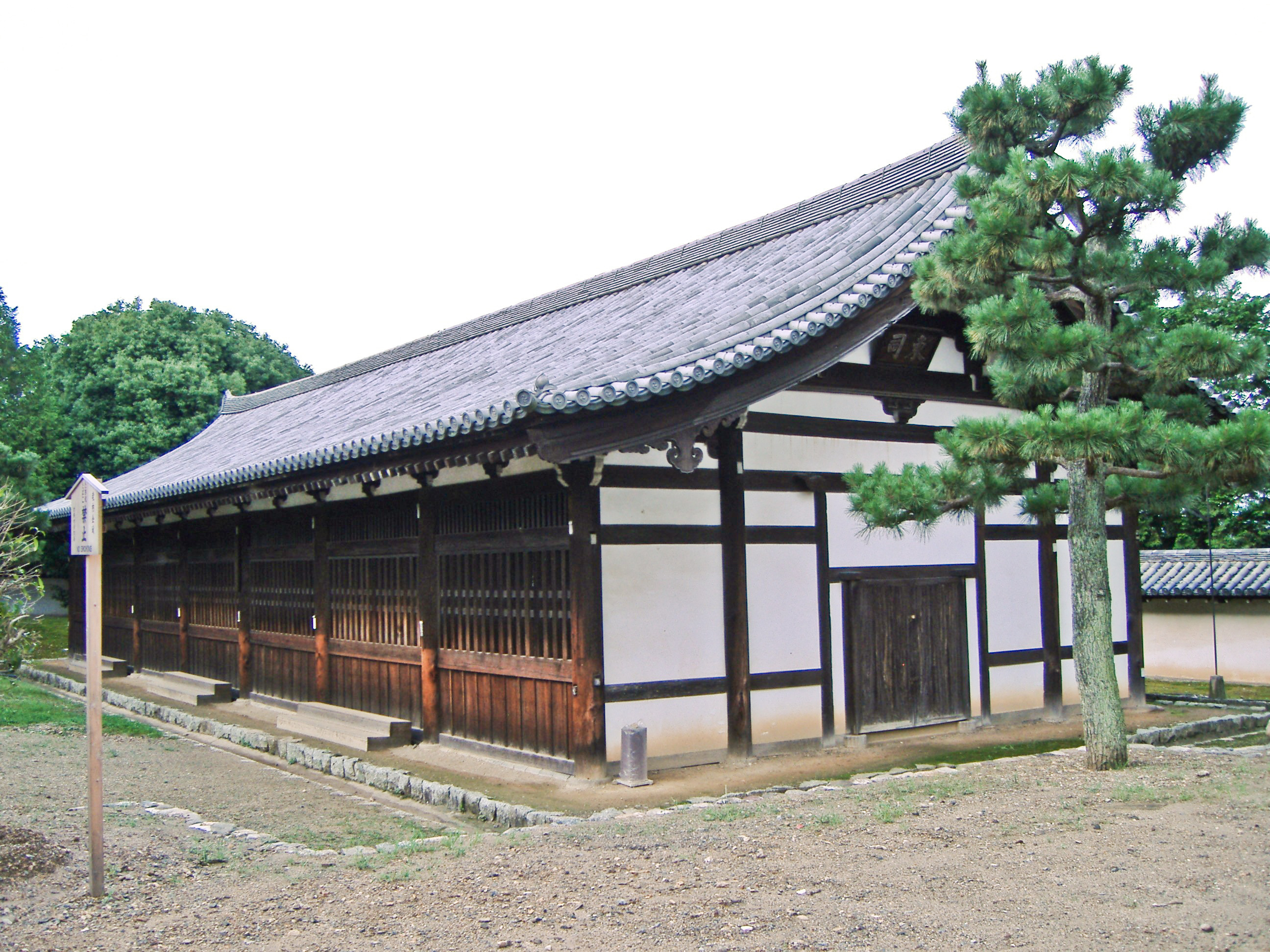
Tófukudzsi, tósu
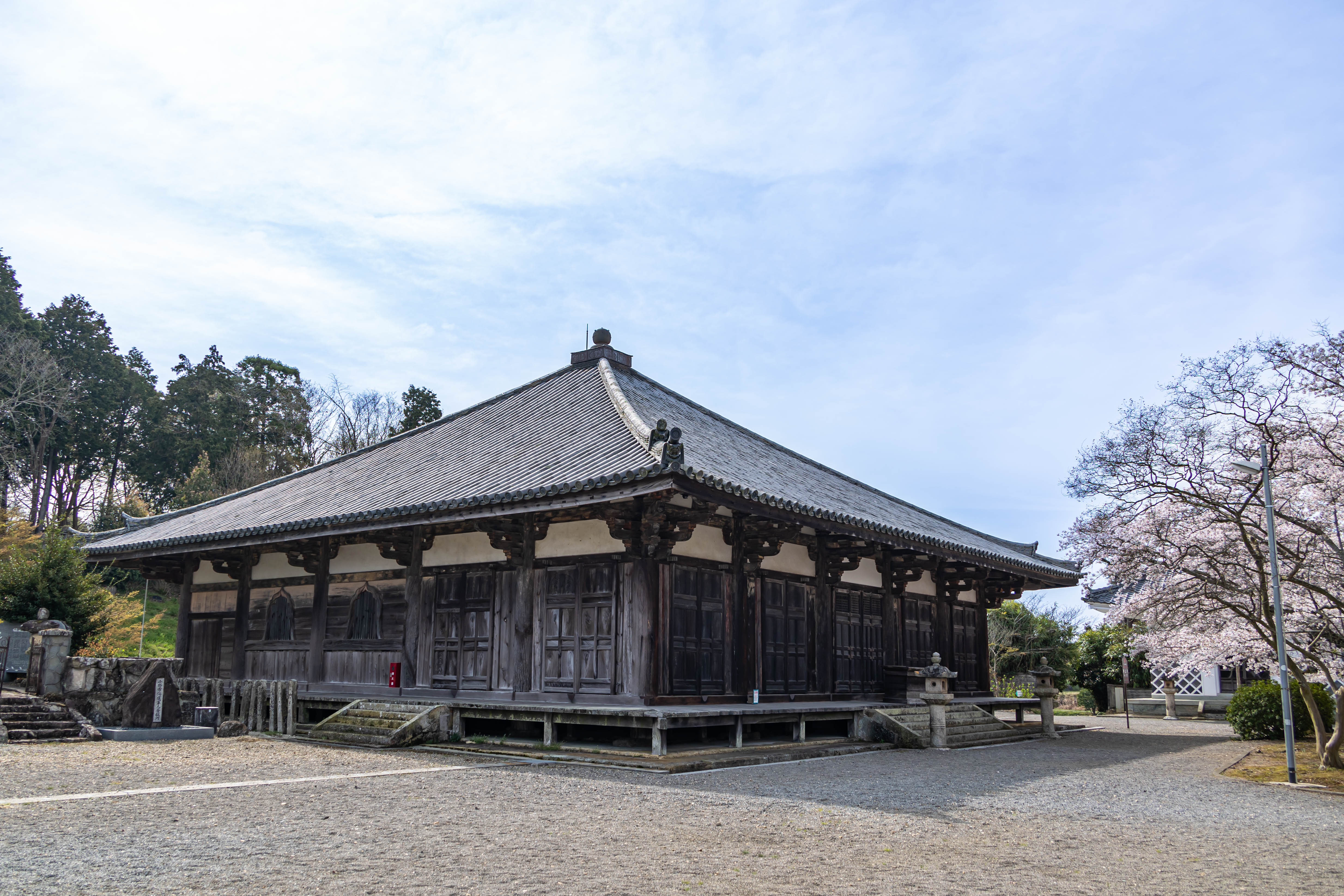
Dzsódodzsi, jakusi-dó
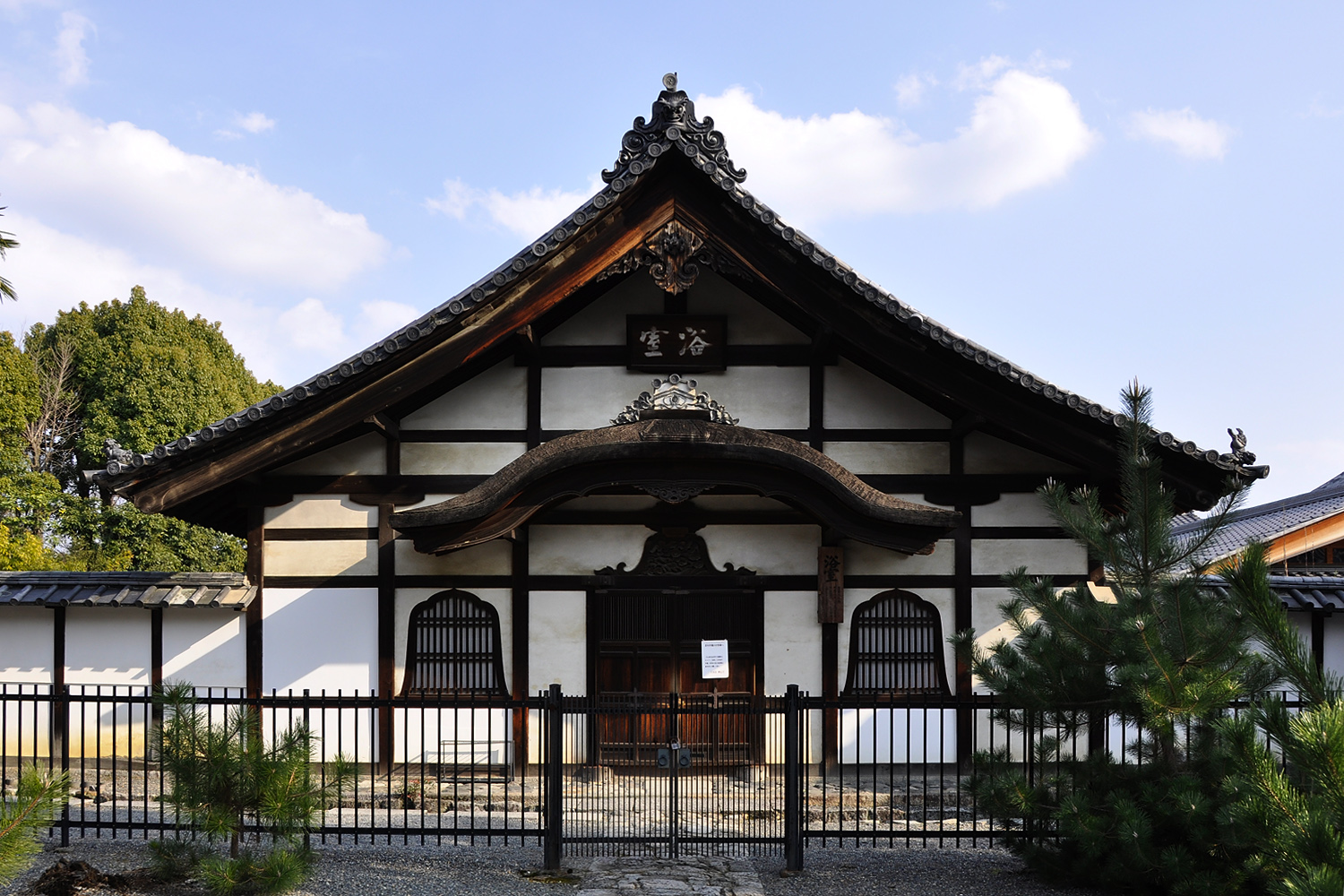
Mjósindzsi, jokusicu
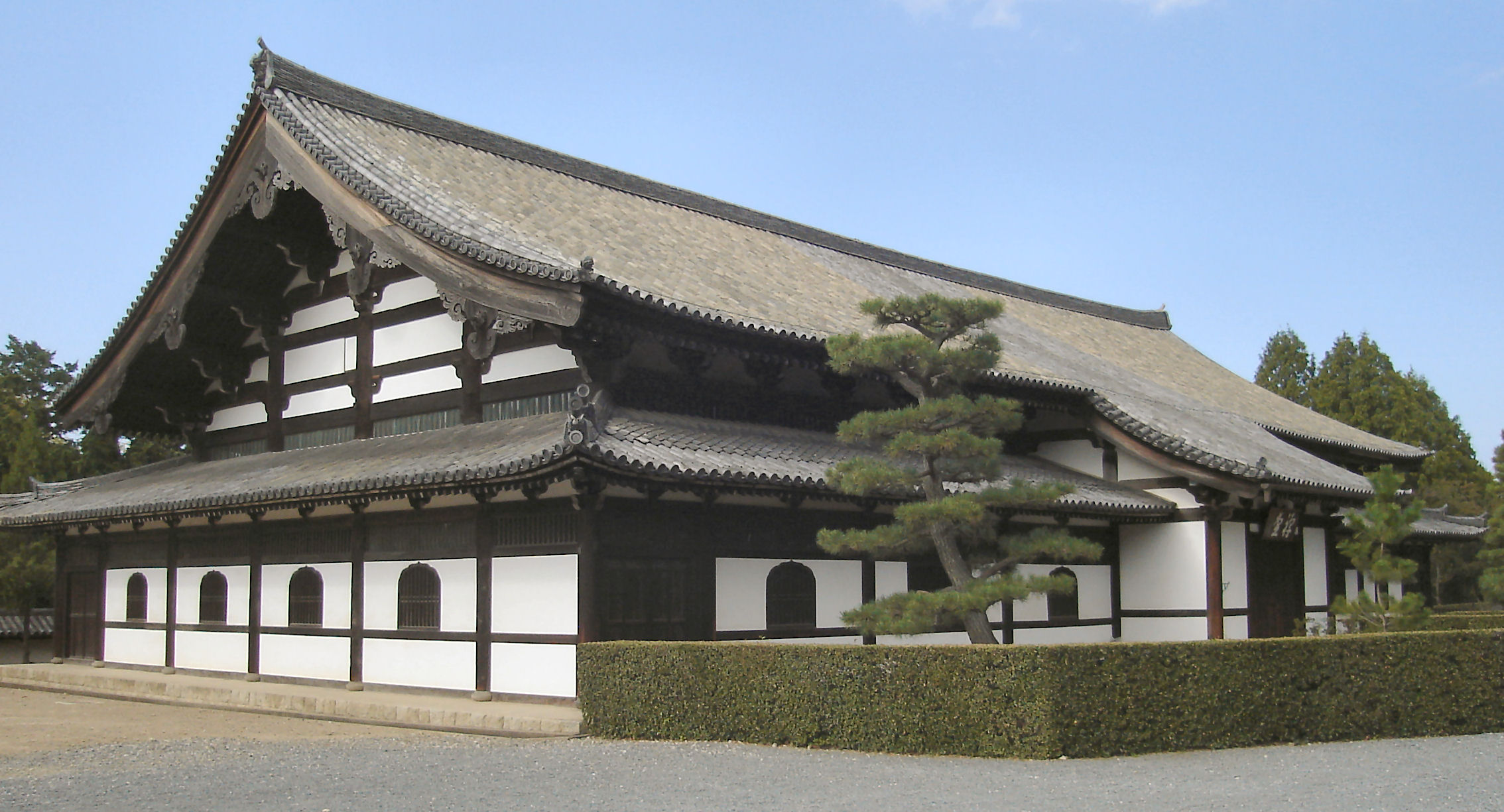
Tófukudzsi, zen-dó

## Fordítás
Ez a szócikk részben vagy egészben  a   Japanese Buddhist architecture című angol Wikipédia-szócikk fordításán alapul.  Az eredeti cikk szerkesztőit annak laptörténete sorolja fel. Ez a jelzés csupán a megfogalmazás eredetét és a szerzői jogokat jelzi, nem szolgál a cikkben szereplő információk forrásmegjelöléseként.

## Bibliográfia
- Fletcher, Sir Banister. Sir Banister Fletcher's a history of architecture, 20th illustrated, Architectural Press [1896] (1996). ISBN 0-7506-2267-9. Hozzáférés ideje: 2009. november 11.
- Iwanami Kōjien (広辞苑?) Japanese dictionary, 6th Edition (2008), DVD version
- JAANUS. Japanese Architecture and Art Net Users System
- szerk.: Fujita Masaya, Koga Shūsaku: Nihon Kenchiku-shi, September 30, 2008 (japán nyelven), Shōwa-dō (1990. április 10.). ISBN 4-8122-9805-9
- Kleiner, Fred S.. Gardner's Art Through the Ages: Non-Western Perspectives, 13th, revised, Cengage Learning (2009). ISBN 0-495-57367-1. Hozzáférés ideje: 2010. január 11.
- Kuroda, Ryūji. History and Typology of Shrine Architecture, Encyclopedia of Shinto, β1.3, Tokyo: Kokugakuin University (2005. június 2.). Hozzáférés ideje: 2009. november 16.
- Nishi, Kazuo. What is Japanese architecture?, illustrated, Kodansha International [1983] (1996). ISBN 4-7700-1992-0. Hozzáférés ideje: 2009. november 11.
- Sansom, George. A History of Japan to 1334, illustrated, A History of Japan, Sir George Bailey Sansom, Stanford studies in the civilizations of eastern Asia, Stanford University Press (1958). ISBN 0-8047-0523-2. Hozzáférés ideje: 2010. január 12.
- Scheid, Bernhard: Honji suijaku: Die Angleichung von Buddhas und Kami (german nyelven). University of Vienna, 2010. június 29. (Hozzáférés: 2008. november 4.)
- Scheid, Bernhard: Religiöse Bauwerke in Japan (német nyelven). University of Vienna. (Hozzáférés: 2010. június 27.)
- Young, David. The art of Japanese architecture, illustrated, revised, Architecture and Interior Design, Tuttle Publishing [2004] (2007). ISBN 0-8048-3838-0. Hozzáférés ideje: 2009. november 11.
- Young, David. Introduction to Japanese architecture, illustrated, Periplus Asian architecture, Tuttle Publishing (2004). ISBN 0-7946-0100-6. Hozzáférés ideje: 2010. január 11.